# Leonés (asturleonés de León y Zamora)
El leonés (llamado en las hablas tradicionales como cabreirés, senabrés o paḷḷuezu) es el glotónimo utilizado para hacer referencia al conjunto de hablas romances vernáculas de la lengua asturleonesa en las provincias españolas de León y Zamora.
El término «leonés» también se ha venido utilizando históricamente por ciertos autores, desde que Menéndez Pidal publicase en 1906 su estudio Sobre el dialecto leonés, para referirse a la totalidad del idioma, cuya ubicación tradicionalmente se ha situado desde Cantabria hasta Extremadura aunque actualmente en estas dos últimas comunidades solo se hablan dialectos de transición con el castellano, como también sucede con las hablas tradicionales de la provincia de Salamanca.
Por otra parte, dada la poca aceptación social y política de denominar leonés al idioma en Asturias, y asturiano al idioma en otras partes del dominio como León o Zamora, hoy en día una parte importante de los autores y especialistas prefieren referirse al conjunto del mismo como asturleonés, si bien otros siguen empleando las denominaciones regionales o comarcales (como asturiano, leonés, mirandés, etc.).
Derivado del latín, se fue implantando como la lengua empleada tanto a nivel público como privado en los territorios del reino de León hasta que progresivamente fue sustituida por el castellano en el uso público tras la unión de ambos reinos, quedando reducido a un ámbito de uso oral, en donde la lengua castellana adquirió un papel predominante.
Tras varios siglos relegado a un segundo plano, en el siglo XIX comenzó su recuperación, consolidada a lo largo del siglo XX, con autores como Eva González Fernández, y especialmente en los primeros años del siglo XXI, con una nueva generación de escritores a los que se suman diversos estudios sociolingüísticos, al mismo tiempo que varias asociaciones culturales e instituciones (siendo reconocido por el Estatuto de Autonomía de Castilla y León) fomentan su uso y difusión.
La Unesco cataloga al asturleonés como idioma en peligro de extinción y recomienda su preservación.
|  |

## Denominaciones
Existen diversos autoglotónimos utilizados por diferentes grupos para referirse al leonés:
- Llionés o asturllionés: es la utilizada por una serie de colectivos y asociaciones culturales sin fines políticos (Furmientu, La Caleya, Facendera pola Llengua, El Teixu y Faceira) y escritores (Roberto González-Quevedo, Héctor Xil, Xosepe Vega, Xairu López...) que hacen uso de las normas ortográficas de la Academia de la Lengua Asturiana y que, por tanto, entre otros recursos ortográficos, no utilizan la diéresis para mostrar la dialefa en un diptongo. Este grupo se basa en el hecho de que tanto leonés como asturiano o mirandés, son denominaciones[16] que, aunque con sus respectivas peculiaridades dialectales en el caso del mirandés, hacen referencia a una misma lengua, llamada lingüísticamente asturleonés (forma utilizada por la RAE).
- Lleonés: según el Diccionario de la Academia de la Lengua Asturiana.[17]
- Llïonés (con diéresis): denominación fomentada por el dirigente político leonesista Abel Pardo Fernández, de Conceyu Xoven, en las actividades que impulsó cuando ocupaba la Concejalía de Cultura del Ayuntamiento de León, así como por algunos colectivos o asociaciones culturales como L'Alderique, ComunidadLeonesa.ES, El Fueyu, El Toralín y La Barda (todas ellas presididas por miembros de la organización política Conceyu Xoven o vinculadas a la misma). Estos grupos consideran que leonés y asturiano, aunque pertenecientes al mismo dominio lingüístico, deben ser considerados dos idiomas diferenciados. Profesores de la Universidad de León han desautorizado esta denominación.[18]
- Lleunés, lleounés, lliounés, o lliunés: es la forma utilizada por algunos medios de comunicación.[19] Ausente de criterio lingüístico, en algunos casos se utiliza de forma peyorativa.[20]

## Descripción lingüística

### Clasificación
Las hablas leonesas actuales se engloban en su mayor parte dentro del dialecto occidental del asturleonés, que es también el más extendido en Asturias, ocupando la mayor parte del occidente asturiano desde la costa del Cantábrico y en el que se incluye también el mirandés de Miranda do Douro en Portugal. El asturleonés es un idioma evolucionado del latín, y se engloba dentro de las lenguas romances iberorrománicas. A su vez, este idioma está subdividido en tres dialectos o bloques lingüísticos (occidental, central y oriental) que trazan verticalmente la división real del idioma de norte a sur, desde Asturias hasta el norte de Portugal:
Bloque occidental
Se trata del bloque de mayor extensión territorial tanto en Asturias como en León, y es el único hablado en Portugal. En España abarca las hablas de concejos y comarcas occidentales de Asturias, León y Zamora, mientras que en Portugal se encuentra en el municipio de Miranda do Douro y las poblaciones de Río de Onor y Guadramil. Es el dialecto utilizado como base normativa en León y Miranda, y en Asturias cuenta igualmente con su propia normativa utilizada por varios autores que lo tienen por dialecto materno. Características, frente al bloque central:
- Conservación de los diptongos decrecientes ei y ou (como en caldeiru y cousa).
- Femeninos plurales en -as (las casas, las vacas), aunque en San Ciprián de Sanabria también se encuentran plurales femeninos en -es.
- Tiene tres posibles soluciones en la diptongación de o breve tónica latina (puerta, puarta, puorta).

Bloque central
Agrupa a los subdialectos del centro de Asturias y a los de la comarca leonesa de Argüellos. Aunque su extensión territorial es menor que la del occidental dentro de la propia Asturias, agrupa a mayor número de hablantes debido a que la zona central de la comunidad autónoma asturiana donde se habla es la más poblada de todo el dominio lingüístico con tres grandes núcleos de población, Oviedo, Gijón y Avilés. Es el usado como base para el asturleonés normativo más utilizado en Asturias por escritores, periodistas e instituciones públicas, aunque tanto el occidental como el oriental también cuentan con una normativa adaptada con cierto uso, sobre todo en el caso del asturleonés occidental. Diferencias más notables del asturleonés central respecto al dialecto occidental:
- Monoptongación de los diptongos decrecientes (calderu, cosa).
- Existencia de un tercer género neutro en -o en los adjetivos para conceptos continuos incontables, colectividades y abstractos (la tierra húmido, la yerba seco, la xente mozo, una mañana frío...). Este género neutro está presente también en el Bloque Oriental, pero es inexistente en el Occidental.
- Terminación en -es para los femeninos plurales (les cases, les vaques), excepto en el Alto Aller, Lena (valle del Huerna), Argüellos, Gordón y antiguo Concejo de Alba (La Robla, León) donde el plural se realiza en -as.
- Única diptongación de o breve latina (puerta).

Bloque oriental
Abarca a los subdialectos del oriente de Asturias y de la zona nororiental de la provincia de León. Una de las principales características que lo diferencia frente a los otros dos dialectos anteriores:
- La f- inicial latina se convierte en una h- aspirada.

Respecto a la dialectología del territorio leonés, existen subdialectos o entidades menores como berciano-sanabrés, cepedano-alistano, leonés-ribereño y leonés extremado.
En cuanto a las hablas de transición, nos encontramos con zonas dialectales de fuerte influencia asturleonesa como el extremeño, el cántabro o las hablas de Salamanca.

### Fonología y escritura

#### Fonología
La trascripción se hace acorde con las normas del alfabeto fonético internacional.
Vocales
El sistema vocálico del leonés distingue cinco fonemas en posición tónica, divididos en tres grados de abertura (mínima, media y máxima) y tres situaciones (central, anterior y posterior). En posición átona (pretónica o final) el número de alófonos posible se reduce a tres [a, i, u]. /e/ e /i/ se confunden en [i] (en posición pretónica sobre todo), mientras que /o/ y /u/ se confunden en [u]; existiendo unas reglas para decantarse por una de las dos grafías a la hora de la escritura.
|                                       | anteriores (palatales) | centrales | posteriores (velares) |
| ------------------------------------- | ---------------------- | --------- | --------------------- |
| vocales cerradas (de abertura mínima) | i                      | -         | u                     |
| vocales medias (de abertura media)    | e                      | -         | o                     |
| vocales abiertas (de abertura máxima) | -                      | a         | -                     |

Consonantes
/n/ se pronuncia como /ŋ/ en posición de coda y /g/ suele pronunciarse como fricativa sonora incluso en inicio de palabra.
|                   | labiales | dentales | alveolares | palatales | velares |
| ----------------- | -------- | -------- | ---------- | --------- | ------- |
| oclusivas sordas  | p        | t        | -          | tʃ        | k       |
| oclusivas sonoras | b        | d        | -          | ʝ         | g       |
| fricativas        | f        | θ        | s          | ʃ         | -       |
| nasales           | m        | -        | n          | ɲ         | -       |
| laterales         | -        | -        | l          | ʎ         | -       |
| vibrantes         | -        | -        | r / ɾ      | -         | -       |

El fonema /ʝ ~ j/ tiene varios alófonos [ɟʝ ~ dʒ] (tras pausa o nasal) y [ʝ ~ ʒ] en el resto de contextos.

#### Escritura
El leonés se escribe con el alfabeto latino, pero carece de una norma escrita oficialmente regulada. Algunas asociaciones han propuesto un estándar propio, diferenciado de los ya existentes en el dominio lingüístico (como el aplicable en Asturias, regulado por la Academia de la Lengua Asturiana, o el Anstituto de la Lhéngua Mirandesa, aplicable al mirandés de Miranda do Douro), en tanto que otras asociaciones y escritores de León y Zamora proponen seguir las normas ortográficas de la Academia de la Lengua Asturiana.
Grafías dialectales
La Academia de la Lengua Asturiana propone las siguientes soluciones para las variedades dialectales occidental y oriental:
- El dígrafo ḷḷ (che vaqueira, también representada, entre otras grafías, como «ts» para reflejar por escrito el habla de las zonas occidentales, donde el fonema /č/ tiene esa realización fonética) se emplea para representar sonidos considerados variedades del fonema /ʎ/, principalmente en la variedad del asturleonés occidental (ḷḷobu), por ejemplo.
- El grafema ḥ (hache aspirada) representa el fonema /h/, especialmente en las zonas del asturleonés oriental donde se aspira la f- latina: (ḥaba).

Como los grafemas ḥ y ḷḷ no aparecen en la mayoría de los tipos de letra empleados habitualmente tanto en los medios informáticos como en las publicaciones gráficas, suelen cambiarse, y así está admitido también, por h. y l.l («ts») respectivamente.

##### Muestra de texto
|                              | Localización              | Bloque lingüístico                                  | Texto |
| ---------------------------- | ------------------------- | --------------------------------------------------- | --- |
| Dialectos asturleoneses      |                           |                                                     | |
| Habla de Carreño             | Asturias                  | Asturleonés Central                                 | Tolos seres humanos nacen llibres y iguales en dignidá y drechos y, pola mor de la razón y la conciencia de so, han comportase fraternalmente los unos colos otros.         |
| Habla de Somiedo             | Asturias                  | Asturleonés Occidental                              | Tódolos seres humanos nacen ḷḷibres ya iguales en dignidá ya dreitos ya, dotaos cumo tán de razón ya conciencia, han portase fraternalmente los unos conos outros.          |
| Habla de Sanabria (Pachuecu) | Zamora                    | Asturleonés Occidental                              | Todos os seres humanos ñacen llibres y eiguales en dignidá y dereitos y, dotaos cumo están de razón y conciencia, han portase fraternalmente os unos conos outros.          |
| Paḷḷuezu                     | León                      | Asturleonés Occidental                              | Tódolos seres humanos nacen ḷḷibres ya iguales en dignidá ya dreitos ya, dotaos cumo tán de razón ya conciencia, han portase fraternalmente los unos conos outros.          |
| Cabreirés                    | León                      | Asturleonés Occidental                              | Tódolos seres humanos ñacen llibres y iguales en dignidá y dreitos y, dotaos cumo están de razón y concéncia, han portase fraternalmente los unos pa coños outros.          |
| Mirandés                     | Trás-os-Montes (Portugal) | Asturleonés Occidental                              | Todos ls seres houmanos nácen lhibres i eiguales an denidade i an dreitos. Custuituídos de rezon i de cuncéncia, dében portar-se uns culs outros an sprito de armandade.    |
| Hablas de transición         |                           |                                                     | |
| Estremeñu                    | Extremadura / Salamanca   | Hablas de transición entre castellano y asturleonés | Tolos hombris nacin libris i egualis en digniá i derechus i, comu gastan razon i concéncia, ebin comportal-se comu hermanus los unus conos otrus.                           |
| Cántabru / Montañés          | Cantabria                 | Hablas de transición entre castellano y asturleonés | Tolos seris humanos nacin libris y egualis en dignidá y drechos y, dotaos comu están de razón y concencia, tienin de comportase comu jermanos los unos conos otros.         |
| Otras lenguas romances       |                           |                                                     | |
| Portugués                    | Portugal                  | Portugués                                           | Todos os seres humanos nascem livres e iguais em dignidade e em direitos. Dotados de razão e de consciência, devem agir uns para com os outros em espírito de fraternidade. |
| Gallego                      | Galicia                   | Gallego                                             | Todos os seres humanos nacen libres e iguais en dignidade e dereitos e, dotados como están de razón e conciencia, débense comportar fraternalmente uns cos outros.          |
| Español                      | España                    | Español                                             | Todos los seres humanos nacen libres e iguales en dignidad y derechos y, dotados como están de razón y conciencia, deben comportarse fraternalmente los unos con los otros. |
| Catalán                      | Cataluña                  | Catalán                                             | Tots els éssers humans neixen lliures i iguals en dignitat i drets i, dotats com són de raó i consciència, han de comportar-se fraternalment els uns amb els altres.        |

#### Cambios históricos[32]
Grupos cultos
- El grupo /-li-/ latino origina «-y-» en leonés, siendo una solución propia dentro de las lenguas románicas.
- Palatalización de /pl-/, /fl-/, /kl-/ en /tʃ/ o conservación y sustitución de /l/ por /r/, como en portugués y gallego.
- El grupo latino /-mb-/ se conserva en leonés.
- La /f-/ inicial latina se conserva en leonés (en el oriente leonés se aspira), como en italiano, francés o rumano.
- La /l-/ inicial latina se palataliza en leonés, como en catalán.
- La /n-/ inicial latina se suele palatalizar en leonés, siendo un rasgo distintivo.
- El leonés mantiene la /-e/ de los infinitivos latinos, como el italiano.
- Desarrollo de yod+t en los grupos /-lt-/, /-kt-/ (resultando en [-jt-]).
- Diptongación de /o/ y /e/ ante yod.

### Gramática[33]
Sustantivos
Los sustantivos tienen dos géneros: masculino y femenino, así como dos números: singular y plural. Las principales terminaciones, por género y número, son:
- Masculino en -u, plural en -os: el feitu, los feitos (El hecho, los hechos).
- Femenino en -a, plural en -as: la cousa, las cousas (La cosa, las cosas).

Adjetivos
Los adjetivos tienen dos géneros: masculino y femenino, así como dos números: singular y plural. Las principales terminaciones, por género y número, son:
- Masculino en -u, plural en -os: feyu, feyos (feo, feos).
- Femenino en -a, plural en -as: piqueiña, piqueiñas (pequeña, pequeñas).
- Masculino/femenino en -e, plural en -es: podre, podres (podrido/a, podidos/as).

El adjetivo en leonés concuerda en género y número con el sustantivo, al igual que sucede en otros idiomas latinos como el castellano, el francés, el portugués o el italiano.
Posesivos
El leonés incluye el artículo en posición antepuesta al determinante posesivo, como sucede en gallego o italiano.
- Leonés: el mieu teléfonu, las mias vacas.
- Gallego: o meu teléfono, as miñas vacas.
- Castellano: mi teléfono, mis vacas.

Artículos
Los artículos en leonés son:
|          | Masculino | Femenino  | Neutro |
| -------- | --------- | --------- | ------ |
| Singular | el        | la        | lo     |
| Plural   | los       | las / les |        |

Pronombres
Los pronombres personales en leonés son:
- You.
- Tu.
- Él, eilla, eillu.
- Nosoutros.
- Vosoutros.
- Eillos, eillas.

Demostrativos
El leonés presenta los siguientes determinantes demostrativos:
Singular
- Masculino: Este, ese, aquel.
- Femenino: Esta, esa, aqueilla.

Plural
- Masculino: Estos, esos, aqueillos.
- Femenino: Estas, esas, aqueillas.

Verbos
En leonés existen tres conjugaciones:
- Primera conjugación: verbos terminados en -are.
- Segunda conjugación: verbos terminados en -ere.
- Tercera conjugación: verbos terminados en -ire.

El leonés carece de tiempos compuestos en su sistema verbal, contando con un sistema en que las acciones se subdividen en las categorías:
- Pasado: acción finalizada.
- Presente: acción que se está desarrollando.
- Futuro: acción que se va a desarrollar.

El leonés divide el modo en modo indicativo y modo subjuntivo.
Apostrofación
El leonés realiza apostrofaciones, especialmente con los artículos: l'amigu (el amigo).
Contracciones
El leonés realiza contracciones entre artículos y otros determinantes: na (en la).

### Tablas comparativas
Ver más tablas comparativas
|                   | Leonés       | Leonés de transición | Leonés de transición | Transición   | Transición   | Gallego de transición | Gallego                  |
| ----------------- | ------------ | -------------------- | -------------------- | ------------ | ------------ | --------------------- | ------------------------ |
| Zona I            | Leonés       | Zona II              |                      | Transición   | Transición   | Gallego de transición | Gallego                  |
| Localidades       |              |                      |                      |              |              |                       |                          |
| Ancares / Fornela |              | Chano                |                      | Guímara      |              |                       | Lumeras                  |
| El Bierzo         |              | Sancedo              | Lillo del Bierzo     |              | Fontoria     | San Miguel de Arganza | Magaz de Arriba          |
| La Cabrera        | Benuza       |                      |                      |              |              | Castroquilame         | Puente de Domingo Flórez |
| Sanabria          | San Ciprián  |                      |                      | Rihonor      |              |                       | Pías                     |
| Isoglosas         |              |                      |                      |              |              |                       |                          |
| -LL-              | ll           | ll                   | ll                   | l            | l            | l                     | l                        |
| -L-               | l            | l                    | l                    | l            | l            | l                     | ø                        |
| -NN-              | ñ            | n                    | n                    | n            | n            | n                     | n                        |
| -N-               | ñ            | n                    | ø                    | ø            | ø            | ø                     | ø                        |
| Ĕ, Æ, Ŏ           | diptongación | diptongación         | diptongación         | diptongación | diptongación | adiptongación         | adiptongación            |
| S + yod           | queisu       | queisu               | queisu               | queisu       | queisu       | queišo                | queišo                   |
| Presentes VĔNIO   | vengo        | vengo                | vengo                | vengo        | veño         | veño                  | veño                     |

## Aspectos históricos, sociales y culturales

### Historia de la lengua
La transformación del latín al leonés se produce de un modo progresivo e imperceptible como sucede en el resto de las lenguas, así que es imposible datar con precisión cuándo el latín se convierte en leonés. A partir de Asturias se extendió hasta casi Andalucía. En la Edad Media se consideraba que el leonés era preferido para la literatura, sin embargo, el castellano lo fue desplazando desde muy pronto.

#### SigloVIII
En el siglo VIII, la lengua de la Iglesia y la administración era tan diferente de la hablada que ya se puede pensar en dos sistemas diferentes: el latín y el romance. Así, en el siglo X tenemos un escrito en lengua romance, la Nodicia de Kesos, en la que el romance de esa época sustituye al latín en un acto rutinario de compra-venta. Se considera a la lengua de este escrito como la antesala del asturleonés.

#### 

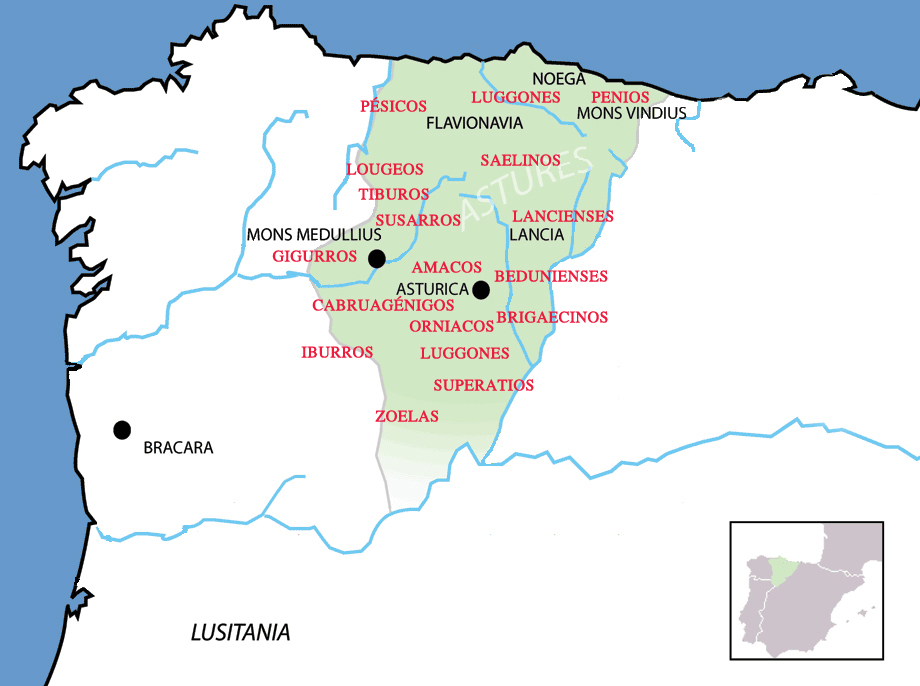
El área del actual dominio lingüístico asturleonés se circunscribe en gran medida a los límites de lo que durante los siglos y fue la extensión del territorio astur. El origen de este nombre se halla, supuestamente, en el río Astura (Esla). Por él, sus ribereños fueron llamados astures y este gentilicio fue extendido a todos los habitantes de ese territorio, cuya capital, por efecto de la romanización, fue llamada Asturica Augusta (Astorga) por los romanos. El territorio fue llamado a veces Asturia (existiendo una Asturia cismontana y una Asturia transmontana). En el este enclave se convirtió en el germen del Asturorum Regnum (Reino de Asturias), posteriormente llamado reino de León. Como consecuencia de estos cambios históricos el latín hablado por los astures evolucionó hacia una lengua romance propia

#### SigloXII

La reconquista facilitó que la lengua romance leonesa se expandiera hacia los nuevos territorios del reino leonés, configurando así un nuevo dominio lingüístico que progresivamente fue mermando y cediendo terreno a la lengua castellana

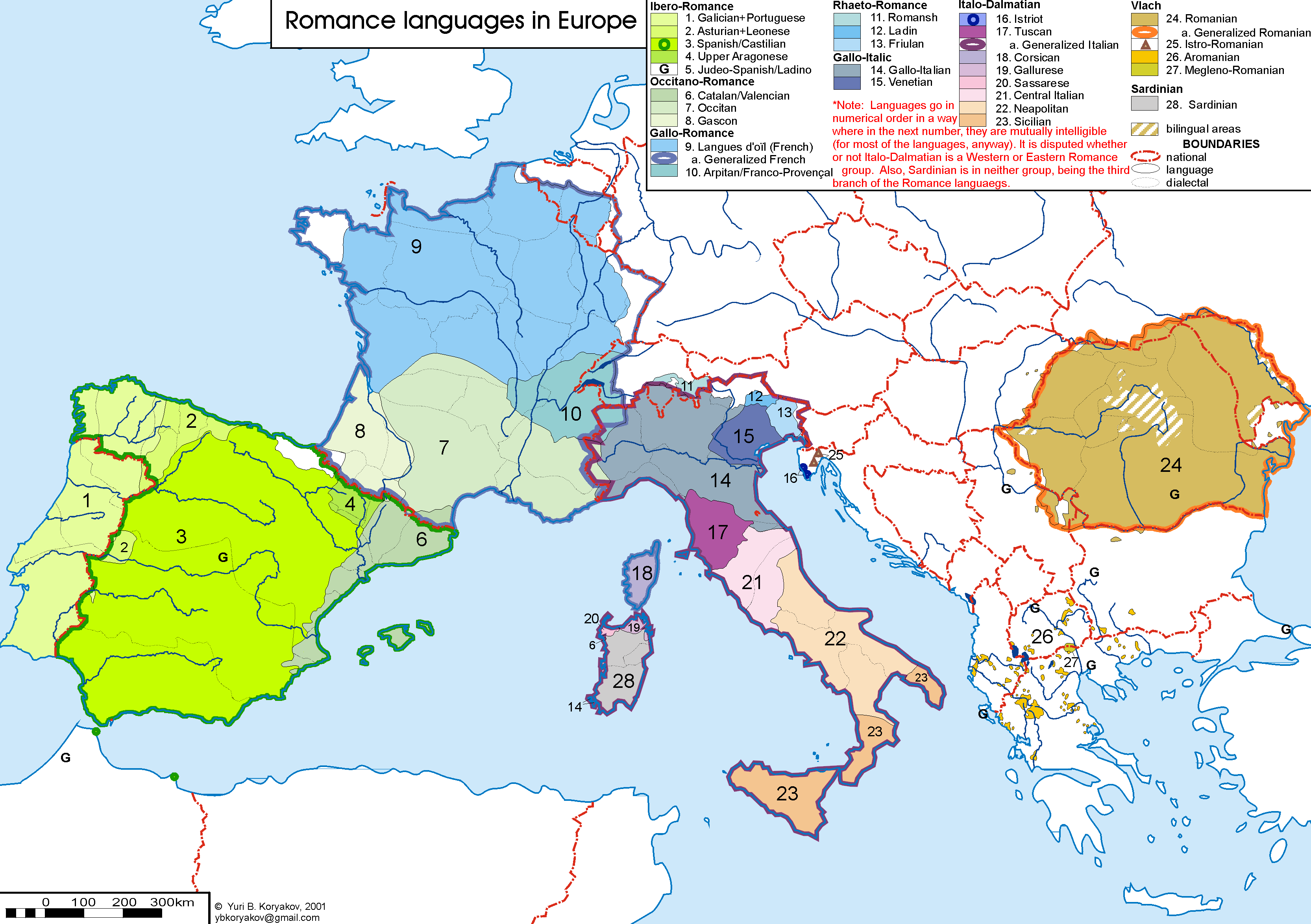
Mapa de las lenguas romances en Europa en el

La lengua empleada en la escritura de todo tipo de actos va a ser progresivamente el asturleonés en el territorio del reino de León. Es por tanto, una lengua que se emplea a nivel administrativo, público y privado: testamentos, cartas de venta, todo en este periodo está redactado en romance asturleonés. Incluso se redactan escritos legales como pueden ser el Fuero juzgo y los fueros concedidos a diversas ciudades como Avilés, Oviedo, León, Zamora o Salamanca. En este periodo se percibe un acercamiento hacia la consecución de una homogeneización lingüística que pudiera tener un uso cancilleresco. Fuera del ámbito administrativo y jurídico, se distinguen rasgos del leonés del siglo XIII en manuscritos como el Libro de Alexandre o la Disputa de Elena y María, probablemente introducidos por copistas leoneses.

#### SigloXIV
Incluidos ya los territorios leoneses bajo la órbita castellana, y en el tiempo en el que se podrían dar las circunstancias adecuadas para un desarrollo como lengua de prestigio y cultura, el castellano va a sustituir al leonés en estos ámbitos, al igual que en la vecina Galicia, postergándolo al uso oral, como pasara antes con el latín. En consecuencia, va a haber un distanciamiento importante entre la lengua hablada y la lengua escrita, el castellano.

#### SigloXV
Desde este siglo hasta el siglo XVIII puede hablarse de este periodo como el de los siglos oscuros, donde al igual que en otras zonas de la península ibérica y de Europa, las lenguas de los estados resultantes, en un proceso de centralización, van a marginar a las del resto de esos territorios, quitando homogeneización lingüística y cultural que pone en peligro la existencia de algunas lenguas y lleva a la fragmentación dialectal de estas.

#### SigloXVI
En la Edad Moderna la producción en leonés se centra en el campo literario donde autores como Juan del Enzina, Lucas Fernández o Torres Naharro publican obras utilizando el leonés, especialmente las centradas en las églogas.

#### SigloXVII
En esta época aparecen las primeras obra poéticas en asturleonés moderno. Destacan los autores sayagueses Gómez Suárez de Figueroa, con unas Redondillas en loa del S.P. Ignacio, compuestas con motivo de las Fiestas que hizo el Insigne Collegio de la Compañía de Jesús Salamanca en 1610, y Manuel Herrera de Gallinato, con otras redondillas en sayagués en honor al Príncipe Baltasar Carlos, publicadas en 1629 también en Salamanca.En 1639 se publica en Asturias el Pleitu ente Uviéu y Mérida de Antón de Marirreguera.

#### SigloXVIII
Con el movimiento de la ilustración se atisba un impulso por la recuperación de las lenguas (dialectos en la terminología de la época), con Jovellanos proponiendo la creación de una Academia, una gramática y un diccionario del bable, nombre aplicado también al asturleonés. Igualmente hay una actividad literaria que hace presentir la posibilidad de una continuidad de la literatura asturleonesa desde la Edad Media. Otro autor destacado es el salmantino Torres Villarroel.

#### SigloXIX
Es en este momento con el Romanticismo, al igual que en toda Europa, cuando las lenguas cobran un empuje en la literatura y en la cultura de entonces. En el dominio lingüístico asturleonés se sigue este camino. En Miranda se traducen los Evangelios, como en León donde podemos añadir la existencia de poesía de carácter menor. Es en Asturias donde recobra más fuerza, debido sobre todo a la presencia de la universidad. Así habrá propuestas de gramática, diccionarios y una abultada literatura con autores como José Caveda y Nava o Juan María Acebal.

#### SigloXX

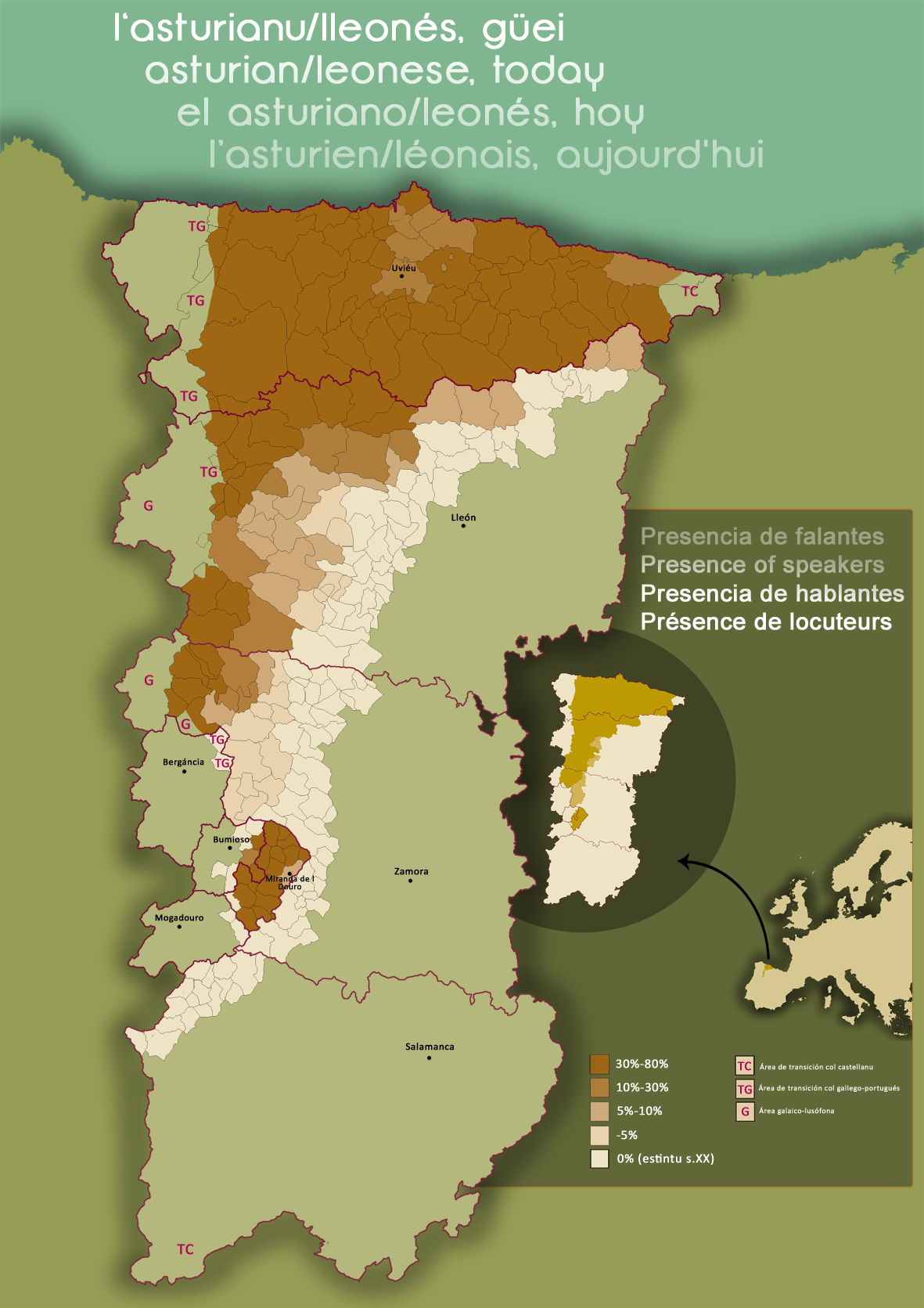
Mapa de extensión de la lengua asturleonesa hasta el

A principios de siglo sigue este periodo de recuperación con un acercamiento a los modelos estéticos de la época, con gente como José García Peláez («Pepín de Pría») y sobre todo el Padre Galo Fernández («Fernán Coronas»), autor de una poesía en tono melancólico en la que afronta la realidad lingüística de Asturias, León, Zamora y Miranda como base para el acceso a una lengua de prestigio. Con la guerra civil española y el periodo posterior de la dictadura franquista, este proyecto se detiene y cae en el olvido. En los años 70 vuelve a retomarse el proyecto y cuaja en la creación de la Academia de la Llingua, organismo oficial, en un crecimiento literario y en una demanda social por la lengua, que contribuye a la presencia de la misma en la escuela asturiana y mirandesa, junto a una petición amplia por la oficialidad de la misma (ya alcanzada en el caso mirandés). Nada más quedaría incluir a León y Zamora en ese proceso normalizador que concierne a todo el dominio.
Eva González Fernández, nacida en Palacios del Sil, es la escritora más importante en lengua leonesa de este periodo. Su escritura surge totalmente de la tradición oral, siguiendo inclusive su métrica, estilo y mismo ritmo. Su hijo Roberto González-Quevedo, miembro de la Academia de la Llingua Asturiana, continúa con la labor de dignificación y difusión del leonés emprendida por su madre.
Fruto de diversas iniciativas colectivas, y sucesora de diversas aportaciones personales realizadas en la década de los ochenta, en 1994 nace en León Facendera pola Llengua, colectivo que defiende un nuevo papel para el asturleonés. Desde su creación organiza cursos, charlas y todo tipo de actividades conducentes a llenar los grandes vacíos de información que tiene la sociedad leonesa y zamorana. Su objetivo es acercar la realidad de la lengua asturleonesa, su historia, su literatura y su situación.

#### SigloXXI
Florecimiento de la literatura leonesa. Roberto González-Quevedo se convierte en el escritor más reconocido y prolífico en lengua leonesa. Tras él surge una nueva generación de escritores, apadrinados en su mayoría por el escritor y editor Xosepe Vega Rodríguez y el proyecto editorial de Libros Filandón, el cual pretende servir de soporte de desarrollo a la literatura y la creación de autores leoneses, pero en especial a la expresión creativa en las hablas tradicionales de esa región. Se inicia una reivindicación más acentuada por parte de asociaciones culturales que piden una implicación institucional completa respecto a la protección y promoción del uso del leonés, y a iniciativa de la Universidad de León se celebran una serie de congresos lingüísticos con la pretensión de sentar las bases de una normalización lingüística.

### Historia de su estudio
Siglo XIX

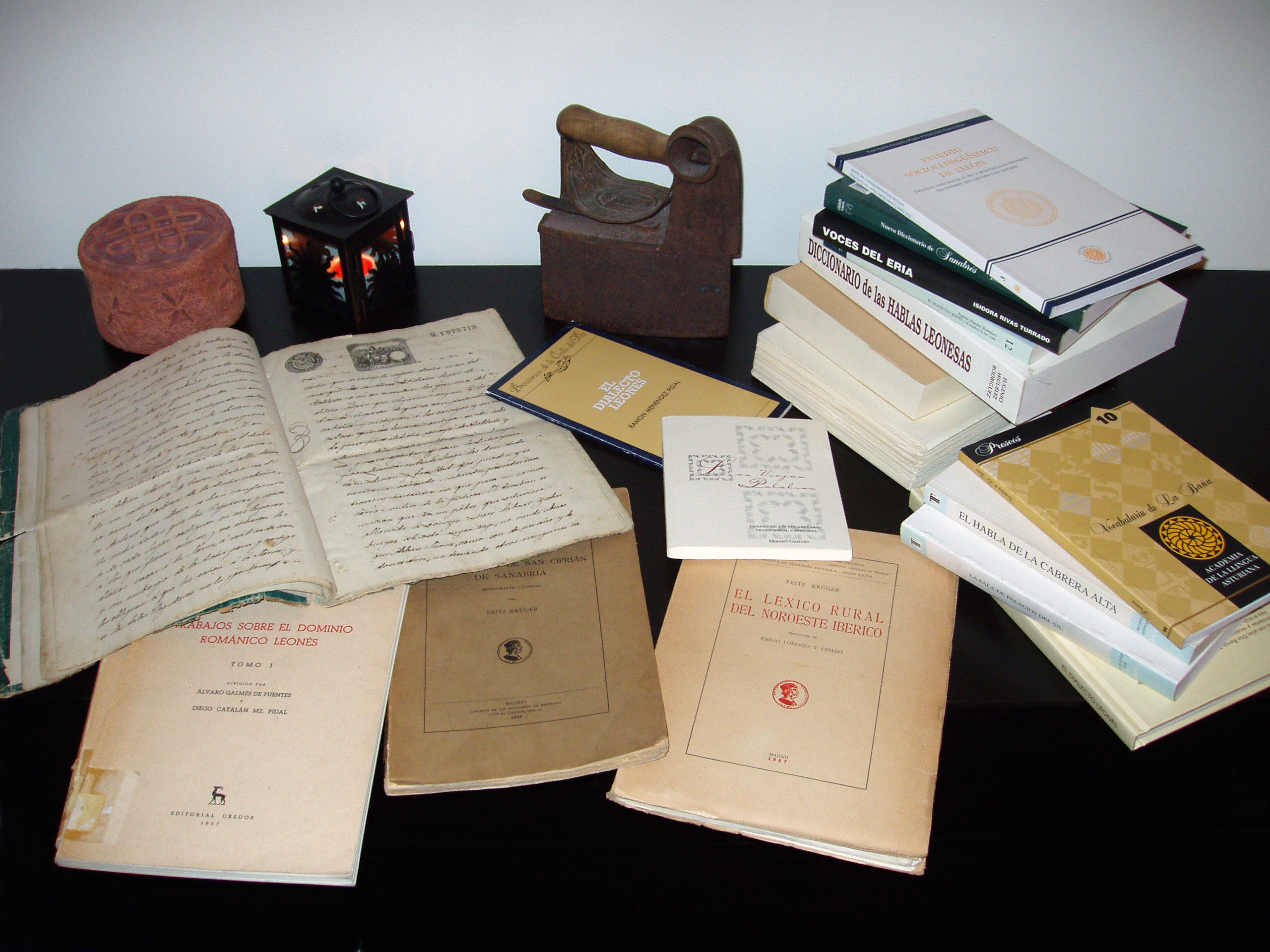
Varios estudios y diccionarios relacionados con la lengua leonesa

La investigación sobre el leonés como lengua comienza, a nivel internacional, en el siglo XIX. El alemán Gessner publicará Das Altleonesische en Berlín en el año 1867, identificando a la lengua del antiguo reino de León como leonés. En Santiago de Chile, Hanssen publica, en 1896, sus Estudios sobre la conjugación leonesa.
Siglos XX y XXI
El comienzo del siglo XX es el punto en el que los estudios y la producción de obras en leonés alcanzan un gran nivel. Menéndez Pidal realizó en 1906 un estudio sobre todo el dominio lingüístico asturleonés, creando una escuela que marcará la pauta no sólo de la filología española, sino también internacional. El estudio sobre el leonés no sólo se centra en la realidad presente sino también en el leonés de la Edad Media. El sueco Erik Staaf publica el Étude sur l'ancien dialecte léonnais d'après les chartes du XIIIÈ siècle en 1907 y el propio Hanssen publicará en 1910 Los infinitivos leoneses del Poema de Alexandre.
Los filólogos de talla internacional, como el alemán Krüger, se interesan por los estudios sobre el leonés y tras un estudio sobre el occidente (1906), estudia el leonés en Sanabria (1923). En 1999 la profesora bretona de filología Janick Le Men publicó Léxico Leonés.
Otros filólogos publicarán trabajos sobre el leonés en determinadas comarcas y regiones. Santiago Garrote lo hace sobre Astorga, Agustín Blánquez sobre Alcañices, Puebla de Sanabria y La Bañeza, y Américo Castro que en su obra de 1913 Contribución al estudio del dialecto leonés de Zamora analiza el leonés en esa provincia. En Salamanca, donde el leonés ha sido menos estudiado, el lingüista y catedrático Antonio Llorente Maldonado estudió la extinta habla riberana, otorgándole un «eminente carácter dialectal leonés occidental, con abundantes rasgos arcaizantes», identificando en ella además elementos comunes con el sayagués y el mirandés.
Posteriormente, durante la segunda mitad del siglo XX y primera del siglo XXI, se realizarán varios estudios lingüísticos centrados en las hablas leonesas tradicionales que aún hoy (2010) mantienen hablantes patrimoniales. Entre otros ejemplos, en 1948, la etnóloga María Concepción Casado Lobato publicó El Habla de Cabrera Alta; en 1959 el filólogo Ángel R. Fernández González publicó El habla y la cultura popular de Oseja de Sajambre; en 1985 el filólogo y profesor Guzmán Álvarez Pérez publicó El habla de Babia y Laciana; en 2001 el filólogo Roberto González-Quevedo publicó La Fala de Palacios del Sil; Margarita Álvarez Rodríguez publicó en 2010 un completo estudio de los rasgos fonéticos, morfológicos y de vocabulario propios de Valdesamario y en 2011 el profesor Fernando Bello publicó Léxico y literatura de tradición oral en el entorno de Las Médulas. Estos trabajos fueron complementados por diferentes diccionarios y recopilaciones de vocabulario: Vocabulariu de Palacios del Sil, de Roberto González-Quevedo, Vocabulariu de La Baña, de Jonatan Rodríguez Bayo, El vocabulario del Concejo de la Lomba en las montañas de León, de César Morán Bardón, la obra póstuma de José Díaz y Díaz-Caneja y de Olegario Díaz-Caneja, finalizada antes de 1965, se publicó en el año 2001 con el título de Vocabulario sajambriego; Diccionario de Sanabrés y Nuevo Diccionario de Sanabrés, de José Domingo Martín Álvarez o Voces del Eria: usos del dialecto leonés en la Valdería de Isidora Rivas Turrado, entre otros.
A finales del 2017, y con el respaldo económico de la Junta de Castilla y León, la Universidad de León comenzó el desarrollo del embrión de la «Cátedra de Estudios Leoneses», principalmente en lo que será su organización y encaje en la estructura universitaria. Además, está previsto que, una vez puesta en marcha, la cátedra también abra la puerta a la enseñanza del leonés y que los escolares lo escojan como una materia más en su formación académica.

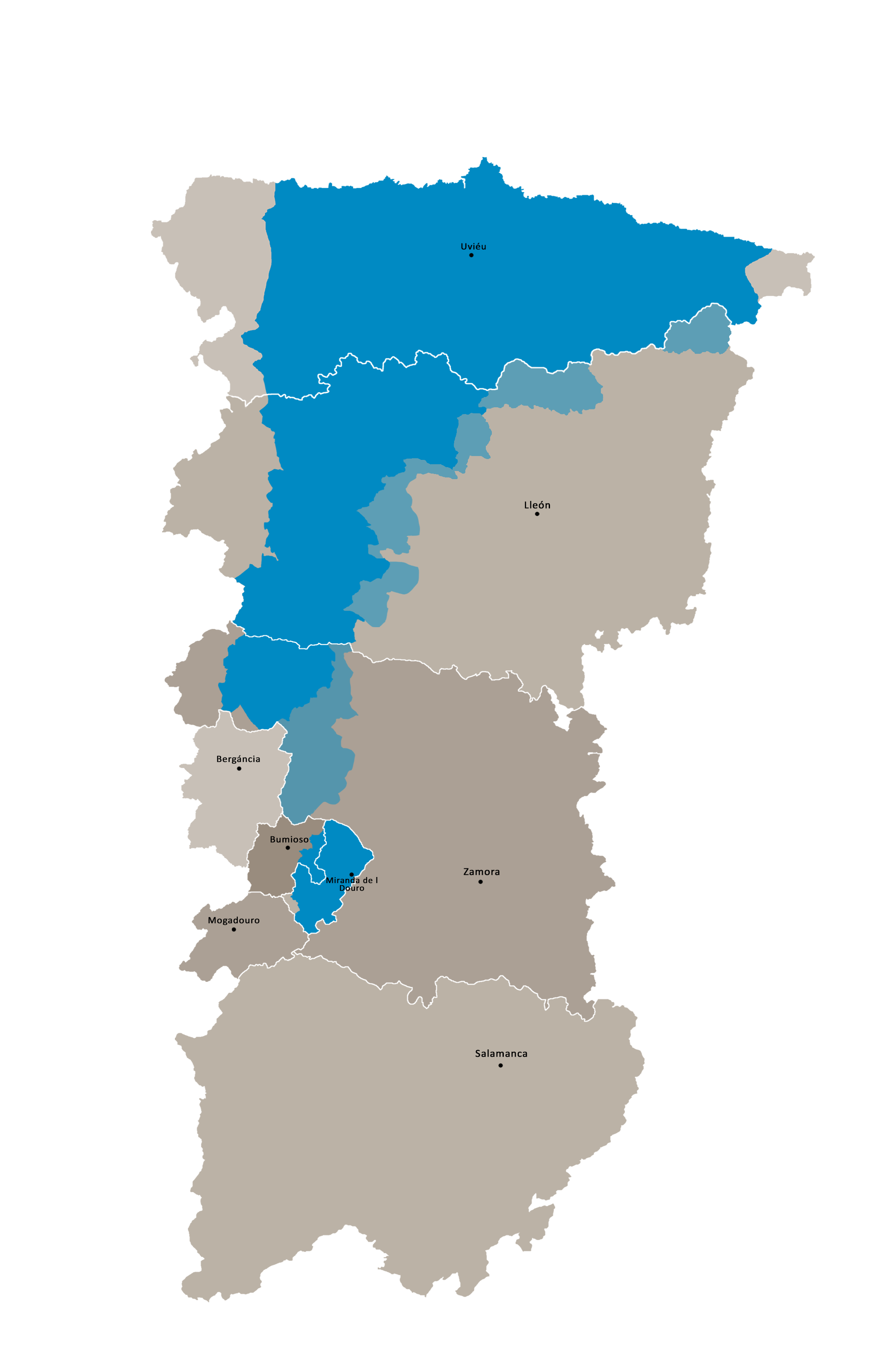
Extensión actual de la lengua asturleonesa en el

### Uso y distribución

#### Distribución geográfica

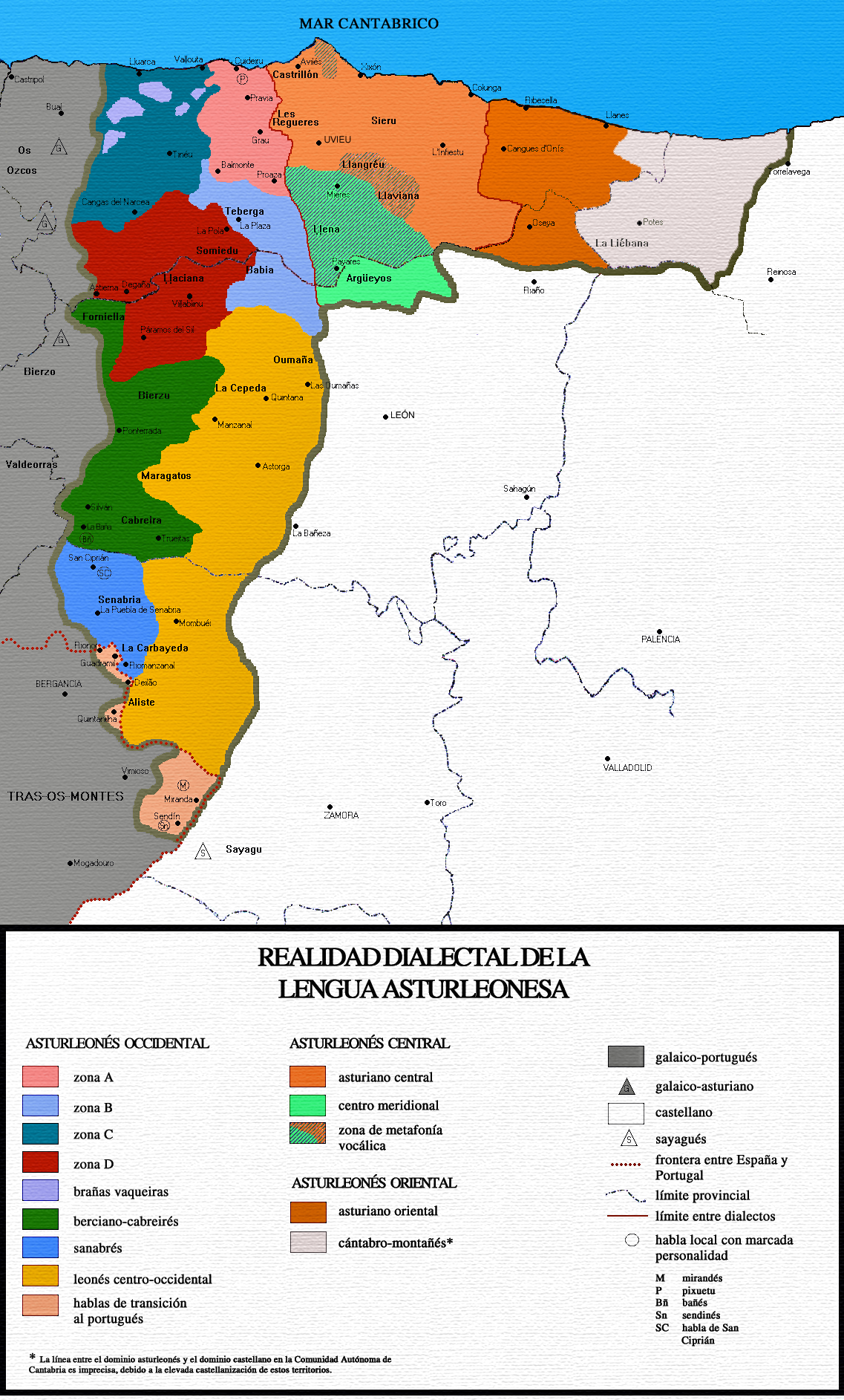
Mapa dialectal del dominio lingüístico asturleonés

Lingüísticamente se considera que dentro del dominio lingüístico asturleonés, las denominaciones conocidas como leonés, asturiano o mirandés forman parte de una macrolengua, entendida como una lengua que existe en forma de diferentes variedades lingüísticas, en donde los trazos isoglóticos, especialmente en el vocalismo y en los grupos cultos, evolucionan de occidente a oriente compartiendo así algunos rasgos con el galaicoportugués y el castellano.
Por extensión geográfica, la lingüística describe que los trazos fundamentales de la lengua asturleonesa se extienden actualmente por Asturias, León, Zamora y Miranda do Douro. El carácter común del asturleonés en todos estos territorios, no se caracteriza por ser una agregación de un dialecto asturiano, otro leonés, otro zamorano, otro salmantino y otro mirandés; la primera división científica del asturleonés, que describe la lingüística, es precisamente otra, vertical y dividida en tres bloques dialectales transfronterizos compartidos principalmente entre Asturias y León: Occidental, Central y Oriental. Solamente en un segundo nivel de análisis se podrían describir entidades menores. Las entidades políticas o administrativas y los espacios lingüísticos raramente coinciden biunívocamente, lo más habitual es que las lenguas sobrepasen las fronteras y no coincidan con ellas.
- El Diccionario de términos filológicos,[90] define al dominio lingüístico como un territorio geográfico en el cual se habla una lengua o un dialecto.

- El DRAE recoge únicamente la acepción de leonés como sinónimo de asturleonés[91] (dialecto romance nacido en Asturias y en el antiguo reino de León como resultado de la peculiar evolución experimentada allí por el latín)[92] y no como denominación específica de la variedad de este dialecto hablada en Castilla y León (sí recoge, en cambio, la denominación de asturiano para la variedad del asturleonés hablada en Asturias).[93]
- El DALLA se refiere al leonés como modalidad lingüística, y del mismo modo define al mirandés como variedad lingüística asturleonesa (que se habla en Miranda del Douro).
- El Atlas de la Unesco de las Lenguas en Peligro en el Mundo agrupa a las hablas de Asturias, noroeste de Castilla y León, Cantabria y Extremadura con el nombre de lengua asturleonesa.[15][94]
- El SIL identifica con el código ISO 639 («ast») al asturleonés, al que también nombra como asturiano, leonés o bable.[95]
- La asociación Ethnologue identifica al asturiano como nombre alternativo del asturleonés e identifica al leonés como un dialecto de dicha lengua.[96]

#### Uso y estatus
Número de hablantes
No existe ningún censo lingüístico que permita conocer con precisión cuál es el número real de hablantes de leonés en las provincias de León y de Zamora. Las estimaciones realizadas oscilan entre los 5000 y los 50 000 hablantes.
| Estudio sociolingüístico                                                                                               | N.º de hablantes |
| --- | ---------------- |
| II Estudiu sociollingüísticu de Lleón (Identidá, conciencia d'usu y actitúes llingüístiques de la población lleonesa). | 50 000           |
| Boletín de Facendera pola Llengua y la Cultura de las Comarcas Llionesas.                                              | 25 000           |
| El asturiano-leonés: aspectos lingüísticos, sociolingüísticos y legislación.                                           | 20 000 a 25 000  |
| Linguas en contacto na bisbarra do Bierzo: castelán, astur-leonés e galego.                                            | 2500 a 4000*     |

Percepción de los hablantes

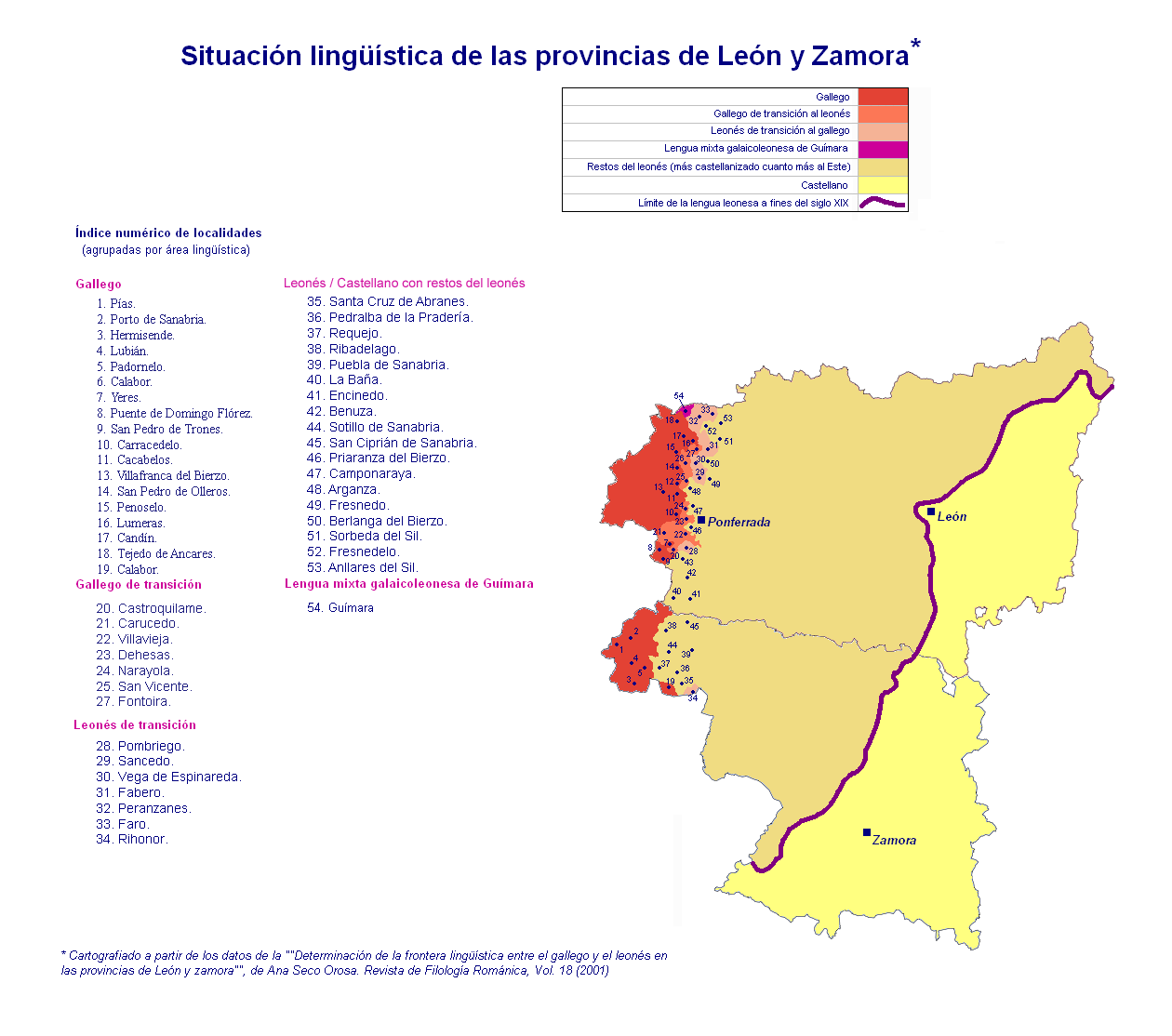
Mapa lingüístico actual de las provincias de Zamora y León

Algunos estudios sociolingüísticos afirman que un 82,6 % de los asturianos encuestados opinan que no existe asturiano más allá de las fronteras de la comunidad autónoma asturiana. Otros estudios realizados en los municipios leoneses que lindan con Asturias afirman que un 65 % de los encuestados creen no estar de acuerdo o poco de acuerdo en que el habla tradicional de León tenga unidad lingüística con el asturiano; paradójicamente, en este mismo estudio, los hablantes denominan mayoritariamente a la lengua como asturleonesa.
| Denominación del habla | Porcentaje |
| ---------------------- | ---------- |
| asturleonés            | 18,5 %     |
| castellano             | 15,7 %     |
| paḷḷuezu               | 15,5 %     |
| bable                  | 15,5 %     |
| ḷḷacianiegu            | 8,7 %      |
| asturianu              | 5 %        |

Esta incongruencia es debida principalmente a que un 30 % de la población leonesa no tiene interiorizada la idea de que el asturiano o leonés sea un idioma diferente del castellano.
Por otra parte una cuarta parte de los leoneses dice entender el habla tradicional y el 67,2 % de los leoneses se muestra favorable a colaborar con Asturias en política lingüística. Casi el 50 % se muestra a favor de que el habla tradicional (ya sea denominada leonés, asturleonés, fala o bable) adquiera un reconocimiento jurídico pleno en el Estatuto de Autonomía, frente a un 42 % que no estaría nada o poco de acuerdo.
Independientemente del nombre que se le dé a las hablas tradicionales, éstas generalmente han gozado de poca reputación entre los propios hablantes, sobre todo en el ámbito rural. Hasta el punto de querer ocultarlas en presencia de forasteros, considerándolas burdas y propias de analfabetos frente al castellano, lengua a la que otorgarían mayor prestigio social. En el estudio Límites del dialecto leonés occidental en Alcañices, Puebla de Sanabria y La Bañeza de 1907 se refleja claramente esa connotación negativa que tiene el hablante hacia su propia lengua:

Véase á propósito de esto lo que me ocurrió entre otros en Rioconejos, pueblo del partido de Puebla de Sanabria. Conversaba con el alcalde, el pedáneo y otros cuatro ó cinco hombres más: á la entrada del pueblo había yo encontrado dos mujeres que llevaban las vacas á unos prados, y preguntándolas por la casa del alcalde: vai por ende, me dice una de ellas, creo que la más joven, y á la dreita á la vuolta está la casa: esto me indicó desde luego que el dialecto debía estar allí bastante vivo; sin embargo, hablé con ellos de cosas indiferentes primero, y observé algunas palabras leonesas; hice después preguntas, y al saber mi objeto, los que hablaban antes casi á la vez, se callaron, y sólo uno, el que parecía ó se tenía por más culto, contestaba negando que allí se dijese cousa, outru, me mueyo, etc., y los demás se limitaban á decir: «no, no, señor: aquí no se dice eso; eso es por ahí por la sierra; los de Cabrera sí que habran así.» Por fin pude convencerles de que nada malo significaba para ellos; que su lenguaje no era de incultos, que era un dialecto tan respetable como el gallego, el catalán, etc.: entonces el alcalde, que parecía un buen sujeto, me confesó que, efectivamente, tal era el habla, si bien tendía á desaparecer.
Agustín Blánquez Fraile.

Reconocimiento político
Sólo el mirandés goza de reconocimiento oficial en el municipio de Miranda de Duero en virtud de la Ley n.º 7/99, de 29 de enero de 1999 de la República Portuguesa (Reconocimiento oficial de derechos lingüísticos de la comunidad mirandesa) mientras que en las comunidades autónomas españolas de Castilla y León y Asturias sólo se menciona a la lengua para indicar que será objeto de protección, uso y promoción, sin que haya ningún reconocimiento de oficialidad. Desde la Convención Ortográfica de la Lengua Mirandesa se habla de 'zonas leonesas en Portugal', y se identifica al mirandés como una lengua que, aún perteneciendo al mismo dominio lingüístico que el asturiano o leonés, se cree conveniente la utilización de una ortografía más cercana al portugués.
En octubre de 2005 las asociaciones culturales Facendera pola Llengua Llionesa, Furmientu y Xunta pola Defensa de la Llingua Asturiana emiten un comunicado conjunto en el que piden, atendiendo al debate de la reforma estatutaria en Asturias y en Castilla y León, responsabilidad a los representantes políticos para lograr el máximo grado posible de protección, estatus jurídico y normalización del idioma. En ese sentido, dichas asociaciones entienden que es interesante el uso de un término común para referirse al idioma que, en línea con la realidad sociopolítica de León y Zamora, no cree confusión ante las instituciones españolas y europeas y deje claro que se está hablando de la misma lengua que la que se menciona en el Estatuto de Autonomía de Asturias.
El leonés se cita y su protección se reconoce en el Estatuto de Autonomía de Castilla y León, en el artículo 5.º del Título Preliminar:

El leonés será objeto de protección específica por parte de las instituciones por su particular valor dentro del patrimonio lingüístico de la Comunidad. Su protección, uso y promoción serán objeto de regulación.

En noviembre de 2008, la asociación Furmientu presentó ante el procurador del Común de Castilla y León una queja frente a la Consejería de Educación y la Consejería de Cultura y Turismo, solicitándole que instara a dichas consejerías a desarrollar y llevar a cabo los aspectos recogidos en el artículo estatutario n.º 5.2. Como consecuencia de esa queja, en mayo de 2009 el procurador del Común recriminó al gobierno autonómico por no fomentar el leonés, pese a figurar en el propio estatuto, y dio la razón a Furmientu enviando a la administración autonómica una resolución formal instando a «...impulsar la correspondiente iniciativa legislativa a través del pertinente proyecto».
En mayo de 2010 el PSOE presentó en las Cortes de Castilla y León una Proposición no de Ley para cumplir con la reforma del Estatuto y hacer efectivo el artículo 5.2, permitiendo así la regulación, protección, uso y promoción del asturleonés en las zonas donde, por su particular valor dentro del patrimonio lingüístico de la Comunidad de Castilla y León, todavía se habla. En consecuencia las Cortes acordaron por unanimidad el impulso al leonés con medidas de protección específicas y la regulación para su uso y protección, debido principalmente a su valor patrimonial lingüístico y por ser una seña de identidad de la Comunidad autónoma.
Ante esta propuesta, varias asociaciones culturales leonesas y zamoranas (El Teixu, La Caleya, Furmientu y Facendera pola Llengua) recibieron la noticia con cierto recelo, debido a que en otras ocasiones, declaraciones similares de apoyo acabaron quedando en simple retórica. En este sentido, en el mes de junio de 2010 estas mismas asociaciones enviaron un detallado informe al Consejo de Europa denunciando el incumplimiento total de la Carta Europea de las Lenguas Regionales o Minoritarias por parte de la Junta de Castilla y León, a pesar de estar aprobado el citado artículo n.º 5.2. del Estatuto de Autonomía.
En diciembre de 2010 el Partido Popular rechazó en las Cortes la enmienda presentada por el PSOE, a pesar de que en el mes de mayo todos los grupos parlamentarios aprobaran por unanimidad que la Junta de Castilla y León impulsaría el leonés con medidas de protección específica. Se materializó así la duda y el escepticismo negativo que las asociaciones culturales relacionadas con la recuperación de la lengua asturleonesa mostraron en el momento de ser presentada esta propuesta.
En consecuencia y ante la pasividad de la Junta, en febrero de 2011 un nutrido grupo de asociaciones culturales de Castilla y León dedicadas a la defensa, promoción y estudio del gallego y el leonés (Furmientu, Xente Nova, Buraco, Campo Aliste, Agora, Ciudadanos del Reino de León, Documentación y Estudio de El Rebollar, Facendera, Fala Ceibe, El Teixu y La Caleya), se unieron en defensa de ambas lenguas en esta comunidad autónoma; pidiendo respeto y protección autonómica para las lenguas y hablas minoritarias, y reclamando a la Junta una política activa y respeto al Estatuto. Las asociaciones constituyentes de la Plataforma en Defensa del Gallego y del Leonés argumentaron que, la Junta de Castilla y León desatendía completamente la protección del leonés, haciéndolo de forma parcial en el caso del gallego. Asimismo, compararon esta situación con la de otras comunidades autónomas en las que sí se amparaba el patrimonio lingüístico distinto del castellano, siendo o no lenguas oficiales. En 2017, el Consejo de Gobierno de Castilla y León concedió 200 000 euros para la dotación de una cátedra académica en la Universidad de León como parte del «apoyo al leonés por su valor dentro del patrimonio lingüístico».
Peligro de extinción

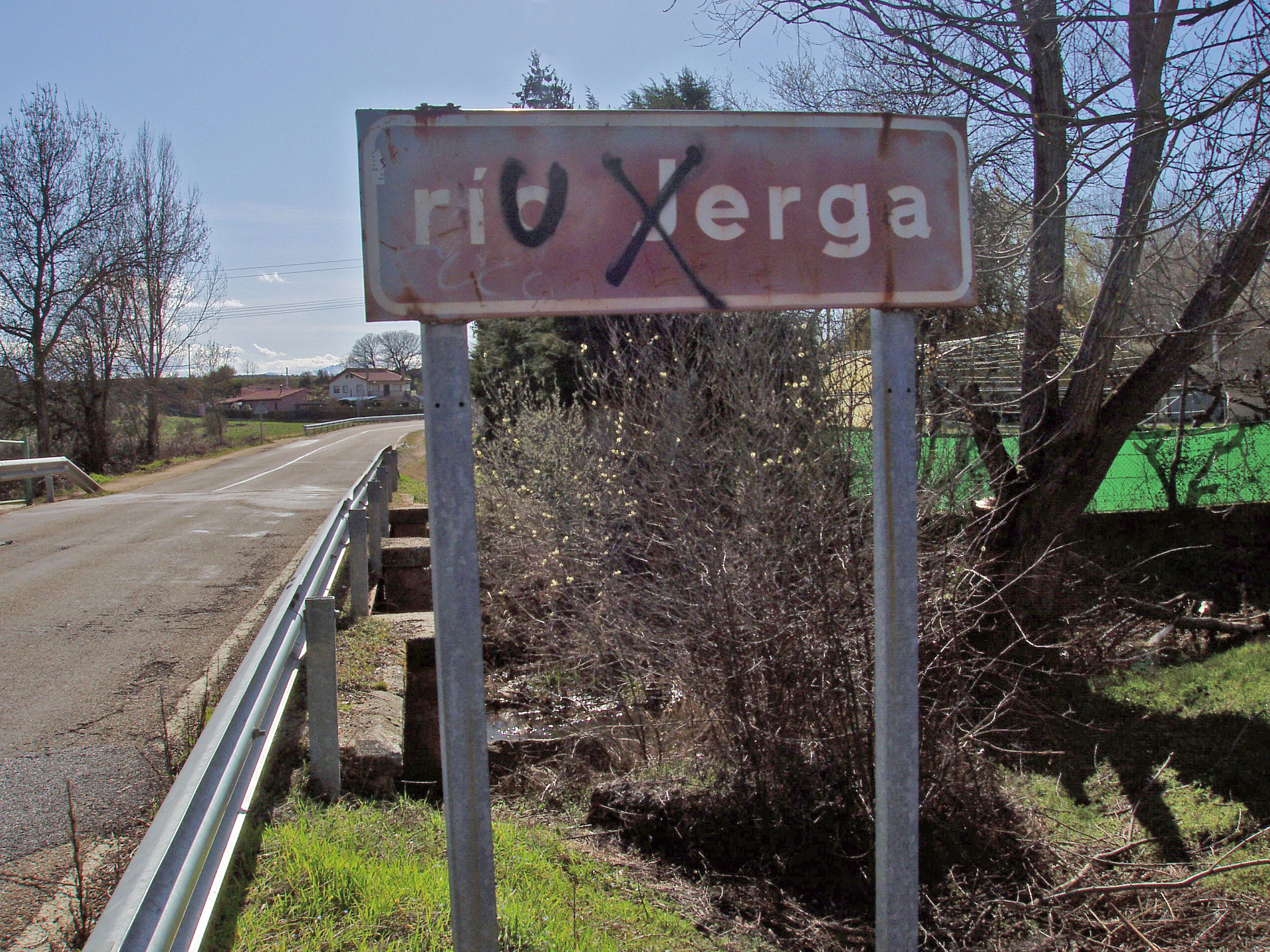
Pintada en la Maragatería que reivindica el uso de la toponimia tradicional y la lengua leonesa en la rotulación de señalizaciones y carteles

La Unesco clasifica al leonés dentro de las lenguas en alto riesgo de extinción. La precaria situación del leonés está directamente determinada por los siguientes condicionantes:
- Idioma no oficial.
- Baja o nula presencia en los medios de comunicación.
- Bajo o residual nivel de conocimiento y uso.
- Baja consideración social de la lengua.
- Ausencia de la lengua en la escuela.
- Toponimia sin normalizar.

La Unesco recomienda los siguientes planes de acción para garantizar la preservación de esta y otras lenguas minoritarias:
- Medidas gubernativas que incentiven el aprendizaje de dos o tres idiomas desde la educación primaria, siempre que se respete la lengua materna.
- Inversiones desde el sector público y privado que favorezcan la traducción de los programas informáticos y el desarrollo de contenidos que promuevan la diversidad lingüística en Internet.
- Aprovechamiento de las nuevas tecnologías para la creación de una base documental, cuya primera fase estaría cimentada en la recogida de material por parte de lingüistas especializados.

Normalización lingüística
La normalización lingüística es un proceso de establecimiento de normas lingüísticas que tiene por objeto hacer de una lengua un instrumento adecuado para la comunicación. Para conseguir la normativización debe contarse o crearse con una ortografía, una gramática normativa y un diccionario normativo. Esta tarea está a cargo de especialistas normalmente congregados en una academia o institución semejante. En lo que se refiere a la lengua leonesa, su normalización se está desarrollando en un proceso lento y complejo, debido en parte a varios factores, como por ejemplo la falta de medidas reales de actuación por parte de la Junta de Castilla y León, ausencia de colaboración institucional entre los diferentes territorios del dominio lingüístico, e incluso discrepancias, sobre todo en la consecución de un estándar lingüístico, por parte de las diferentes asociaciones que promueven el leonés.
En mayo de 2008 la Universidad de León organizó un congreso sobre la lengua leonesa en el que se planteó el reto de analizar cuál debe ser el papel que jugará el leonés en el siglo XXI. En él participaron expertos y especialistas con experiencia en procesos similares de recuperación y normalización lingüística de lenguas minoritarias. También participaron representantes de algunas de las diferentes asociaciones culturales, que pese a tener diferentes planteamientos, les une el objetivo común de promover el uso del leonés. Por un lado existe un grupo de asociaciones culturales que se posicionan a favor de la normalización conjunta de todo el dominio lingüístico asturleonés y no les supone un problema el empleo de las normas ortográficas y gramaticales de la Academia de la Lengua Asturiana: El Teixu y Furmientu en Zamora, La Caleya y Facendera pola Llengua en Astorga. Y por otro estarían las asociaciones afines a la ideología de Conceyu Xoven quienes consideran a la lengua leonesa diferente de la asturiana y promueven el uso de un código escrito diferenciado: El Fueyu y L’Alderique en León y El Toralín en la comarca de El Bierzo.
En este congreso se destacaron las siguientes propuestas y medidas a adoptar para encaminarse hacia una normalización lingüística:
- Cumplimiento y desarrollo adecuado del artículo estatutario n.º 5.2 de la Junta de Castilla y León.
- Dignificación de la lengua tradicional.
- Evitar el sometimiento del leonés por efecto de intereses políticos.
- Rotulación tradicional de la toponimia e hidronimia leonesa y zamorana.
- El derecho sin imposiciones a la presencia de la cultura y lengua tradicional en los centros de enseñanza, principalmente en las áreas donde esta lengua pervive.
- Impulso a la investigación, el fomento de la creación en leonés, la edición de materiales pedagógicos y libros en leonés.
- Creación de una institución autonómica que atendiera las mencionadas actividades y medidas normalizadoras.

| Toponimia tradicional    | Toponimia en castellano |
| ------------------------ | ----------------------- |
| Los Argüeḷḷos / Argüeyos | Los Arguellos           |
| Ponteo                   | Pontedo                 |
| Gordón                   | Gordón                  |
| Foyyeo                   | Folledo                 |
| Sayambre                 | Sajambre                |
| Valdión                  | Valdeón                 |
| El Bierzu                | El Bierzo               |
| La Cabreira              | Cabrera                 |
| Maragatos                | Maragatería             |
| Cepeda                   | Cepeda                  |
| Oumaña                   | Omaña                   |
| Babia                    | Babia                   |
| Ḷḷaciana                 | Laciana                 |
| Palacios del Sil         | Palacios del Sil        |
| Furniella                | Fornela                 |
| Senabria                 | Sanabria                |
| Aliste                   | Aliste                  |
| La Carbayeda             | La Carballeda           |
| Sayagu                   | Sayago                  |
| Las Arribes              | Los Arribes             |
| El Rebollal              | El Rebollar             |

Fomento de la lengua
Desde la década de los 90 se han venido realizando una serie de actividades con el fin de promover el uso y la recuperación del leonés. Estas acciones han sido realizadas por asociaciones culturales y algunas instituciones:

Fruto de la colaboración entre las asociaciones culturales Facendera pola Llengua y La Caleya se editó en 2009 El Prencipicu, versión en dialecto cabreirés de la obra del escritor francés Antoine de Saint-Exupéry, El Principito. Este libro surge como consecuencia de la labor pedagógica realizada con siete alumnos cabreireses de la Residencia de Estudiantes de Astorga dentro de la llamada Aula de Cultura Cabreiresa. Este ejemplar presenta ciertas características que lo diferencian de otras ediciones análogas; el narrador del libro se expresa en un lenguaje cabreirés general, mientras que algunos personajes hablan en dialecto bañés puro (La Baña), o en otras hablas de la Cabrera Alta (Corporales) o Baja (Odollo). Estas hablas cabreiresas alternan los diminutivos -ín e -icu, y con el fin de evitar el -ín, general en León, que lo hacía coincidir con la traducción al asturiano que hiciera García Arias del mismo libro en los años ochenta, se optó por el diminutivo cabreirés -icu para el título: El Prencipicu

- La asociación cultural Facendera pola Llengua fue una de las primeras en impartir clases de leonés de forma continuada,[118][119] realizando también jornadas de trabajo, ciclos de conferencias, charlas y mesas redondas en las principales localidades de León y Zamora.[1][120]
- La Caleya ha realizado labores de promoción, defensa y divulgación del patrimonio cultural leonés, destacando la organización de cursos de lengua leonesa o de charlas divulgativas sobre el patrimonio lingüístico.[121] En colaboración con la Consejería de Cultura de la Junta de Castilla y León, la Diputación de León a través del Instituto Leonés de Cultura y el Ayuntamiento de Astorga, realizó varios concursos de cuentos tradicionales leoneses, redactados en las modalidades lingüísticas propias de León (leonés, gallego o castellano), dirigidos a escolares de hasta 14 años de la provincia de León, que fueron plasmados en el libro Cuentos populares leoneses (escritos por niños).[122] Anualmente también realiza un certamen literario de relatos cortos en lengua leonesa.[123]
- Furmientu es la asociación cultural de referencia en Zamora. Ha realizado cursos, charlas, así como exposiciones divulgativas, y propuestas a ayuntamientos para la recuperación de la toponimia y el uso de nombres vernáculos en carteles, letreros, etc; en este sentido convoca un concurso anual de vocabularios y toponimia tradicionales zamoranos. Furmientu ha desarrollado también el uso del leonés como lengua escrita, plasmándolo en la creación y publicación de poemas, cuentos y traducciones.[124]
- La asociación cultural El Teixu ha realizado varios cursos de encuestadores de dialectología y toponimia asturleonesa en las provincias de Zamora y León, con el fin de dotar a los alumnos participantes de conocimientos y herramientas profesionales que les permitan recuperar, con plenas garantías científicas, la tradición oral de estos lugares. El primero de ellos se realizó durante el mes de septiembre y octubre de 2009 en Zamora. El objetivo de este curso fue contribuir a la consecución de unas bases teóricas y prácticas que sirvieran a los alumnos para diseñar y realizar trabajos lingüísticos de campo centrados en las hablas de la provincia de Zamora. En esta primera edición se quiso familiarizar a los alumnos con las técnicas de investigación de campo en dos disciplinas lingüísticas muy relacionadas: la dialectología (el estudio de la variación lingüística en el espacio) y la investigación toponímica (el estudio de los nombres de lugares).[125], [126][127]
- En noviembre de 2009, fomentada por la asociación cultural Furmientu, nació la revista electrónica Faceira, orientada a la investigación y divulgación del patrimonio cultural leonés, se creó también con la voluntad de servir de punto de encuentro lingüístico, con el fin de estrechar lazos con los territorios en los que históricamente se comparten raíces asturleonesas.[128]
- Abel Eugenio Pardo Fernández, secretario general y fundador de Conceyu Xoven, así como de la asociación cultural El Fueyu, fue el artífice de una serie de medidas de promoción de la lengua leonesa, durante el tiempo que ocupó las concejalías de Educación, Cultura Leonesa y Nuevas Tecnologías del Ayuntamiento de León, que en ocasiones resultaron polémicas, hasta el punto de ser destituido de su cargo municipal,[129] y suspendido de militancia por su partido, Unión del Pueblo Leonés:[130][131]
  - En 2006 la Diputación Provincial de León firmó un protocolo de colaboración con la asociación cultural El Fueyu mediante el cual se acordó una subvención para la realización de ocho cursos de leonés en la provincia de León y la celebración del Día de la Llingua Llïonesa (Día de la Lengua Leonesa).[132]
  - En 2008 la concejalía de Cultura Leonesa ofertó clases de leonés en los colegios del municipio, dirigido a escolares de 5.º y 6.º de Primaria.[133]
  - En 2009 el Ayuntamiento de León comenzó a ofrecer todos sus documentos en castellano y en leonés.[134] Sin embargo en 2011, con la entrada del Partido Popular en el gobierno del Ayuntamiento, el leonés fue eliminado de los textos oficiales y los soportes digitales.[135]
  - Un acuerdo entre TVCyL y la Concejalía de Cultura Leonesa del Ayuntamiento de León permitió que durante el verano de 2009, la 8 de Castilla y León Televisión emitiera dos informativos semanales en lengua leonesa (Xornal Informativu en Llingua Llïonesa), de una duración de 10 minutos.[136]
  - La Universidad de León en un acuerdo con la Concejalía de Cultura Leonesa del Ayuntamiento de León acordó la concesión del título de Monitor de Llingua Llïonesa, que capacitaría para la enseñanza de esta lengua, no tratándose en ningún caso de un título universitario, licenciatura o diplomatura. Posteriormente, a través del vicerrector de Relaciones Institucionales y del coordinador de cursos universitarios, la propia Universidad que expidió estos títulos, puso en duda la calidad docente de los cursos, señalando, en referencia a los contenidos, la ausencia de un corpus teórico suficiente y criticando la falta de titulación universitaria de quienes los impartieron.[115]
  - En junio de 2009 a iniciativa de la Concejalía de Cultura Leonesa del Ayuntamiento de León se creó la polémica Llionpedia, una enciclopedia escrita en lengua leonesa, con el mismo formato que Wikipedia, que ya desde sus comienzos fue criticada y acusada de sectarismo y escaso rigor enciclopédico,[137] y cuyos administradores, entre los que se relacionaba a varios miembros de Conceyu Xoven; el concejal Abel Eugenio Pardo Fernández y dos trabajadores del ayuntamiento de León (uno de ellos presidente y portavoz de El Toralín), fueron vinculados con la redacción de varios artículos afines al negacionismo del Holocausto nazi.[138][139][140][141]
- El Consejo de Gobierno del 9 de noviembre de 2017 de la Junta de Castilla y León aprobó una subvención por importe de 200 000 euros a la Universidad de León (ULE) para financiar actuaciones destinadas a la protección, uso y promoción del leonés, como patrimonio lingüístico de la Comunidad. En la actualidad, la ULE está propiciando la investigación académica, contribuyendo a la difusión pública de dichas investigaciones y dotando a los investigadores de herramientas útiles para su trabajo en esta materia. Entre estas iniciativas destaca creación, organización y dotación de la «Cátedra de Estudios Leoneses», pero también la organización y asistencia a seminarios de especialidad, congresos y reuniones científicas para la promoción del leonés; cursos para la enseñanza y ciclos de conferencias del leonés; premios, becas y ayudas a estudios universitarios vinculados con el leonés; elaboración de material docente vinculado con la enseñanza del leonés; publicaciones científicas vinculadas con el leonés; proyectos y trabajos de investigación sobre el leonés -incorporación de graduados y doctorandos a las líneas de investigación del leonés-; y actuaciones en materia de difusión y transferencia de conocimiento a la sociedad del leonés.[142][143]

### Literatura
La literatura escrita en leonés, como tal, no lo es prácticamente hasta bien entrado el siglo XX. Salvo algunos ejemplos, la mayoría de la literatura que se ha conservado ha sido gracias a la transmisión oral, si bien existen algunas obras escritas en leonés o en las que alguno de los dialectos del leonés tiene un peso significativo.
Fue a partir del siglo XIII cuando progresivamente se acentuó la sustitución del latín por la lengua romance en la documentación administrativa, tal y como se aprecia en la documentación medieval del Tumbo Viejo del Monasterio de San Pedro de Montes:
| Saban quantos son e quantos an de venir que you, don Alvaro, com mia muler donna Tereysa, vendemus al abat Johan de Sant Pedro de Montes quanta erdade avemos en Priaranza, que coubo a donna Tereysa de parte de don Pedro Correa, que fu sou marido, que le dio todo quanto avia en Priaranza, que le coubo de su patrimonio, ye quanto y comprou, ye ganou, ye deve por aver, todo lo dio a donna Teresa en arras. Et yo don Alvaro, com mia mulle, donna Teresa, assi lo vendemos al abat pora el monesterio quanto y avemos: casas, terras, vinas, linares, arbores, pastos, montes, molineras, exidas, todo lo vendemos al abat por XXX moravedis, que nos deron, ye somos pagados de todos los maravedis ye del rovramento de la carta. Ye you donna Teresa dou a mio marido don Alvaro por enjurador desta herdad, ye outorgolo, ye dio ende juro a Johan Fernandez e a don Beneyte que furon de parte del abat. Ye don Alvaro e yo donna Teresa quin quier que herdade quiera demandar outorgamosnos de la alongar de todo ome que la demandar per nostra boma, ou quer que la hamos. |

| Sepan cuantos están [presentes] y cuantos han de venir que yo don Álvaro con mi mujer doña Teresa hemos vendido al abad don Juan, de San Pedro de Montes, cuantas heredades tenemos en Priaranza, las cuales recibió doña Teresa de parte de don Pedro Correa, el que fue su marido, quien le dio todo cuanto tenía en Priaranza [y] que le tocaba a su patrimonio, y [todo] cuanto allí compró y ganó y debe de haber, todo lo dio a doña Teresa en arras. Y yo don Álvaro con mi mujer doña Teresa, así se lo vendemos al abad para el Monasterio, [todo] quanto allí tenemos: casas, tierras, viñas, linares, árboles, pastos, montes, molinos, cercados (sic salidas), todo lo vendemos al abad por treinta maravedíes que nos dieron y quedamos pagados con todos estos maravedíes y de [los gastos de] la firma (corroboración) de la carta. Y yo doña Teresa tengo a mi marido don Álvaro por garante de esta heredad, y lo otorgó y doy, por ende lo juro ante Juan Fernández y ante don Benito que fueron (estuvieron presentes) de parte del Abad.Y don Álvaro y yo doña Teresa, cualesquiera que las heredades quiera demandar, nos reservamos la [facultad] de alargar (legitimar) a todo hombre que la demandare por nuestra, 'boma' o donde quiera que la hallamos. . |

De ese mismo periodo se conocen varias obras romances, caracterizadas por la abundancia de leonesismos en sus textos, como el «Libro de Alexandre» , la «Disputa de Elena y María» o la «Crónica de Alfonso XI». En el caso de la primera obra, de la que se conservan dos ediciones manuscritas originales, algunos autores afirman que la amplia existencia de leonesismos en una de las ediciones podría ser debido al origen leonés del copista que transcribió la obra, transmitiendo así sin conciencia de
ello hábitos lingüísticos de su lengua primera:
| Señores, se quisierdes mio serujçio prender, Querrjauos de grado seruir de mjo menster: Deue de lo que sabe omne largo seer, Se no podrje de culpa o de rjeto caer. Mester trago fermoso, non es de ioglarja; Mester es sen peccado, ca es de clerezia: Fablar curso rjmado por la quaderna uia, A sillauas cuntadas, ca es grant maestria. | Quj oyrlo quisier, a todo mjo creer, Aura de mj solaz, en cabo grant plazer; Aprendra bonas gestas que sepa retraer; Auerlo an por ello muchos a connosçer. Non uos quiero grant prologo nen grandes nouas fazer; Luego a la materia me uos quiero coger. El Criador nos lexe bien apresos seer; Si en aquel pecarmos El nos deñe ualer. |

| Señores, si quisierais recibir mi servicio, Os querría servir de grado de mi arte: Debe de lo que hombre liberal sabe ser, Si no podría de culpa o en acusación caer. Mester traigo hermoso, no es de juglaría; Mester es sin pecado, puesto que es de clerecía: Hablar curso rimado por la cuaderna vía, A sílabas contadas, que es gran maestría. | Quien oírlo quisiera, a todo mi juicio, Habrá de mi consuelo, en cabo gran placer; Aprenderá buenas gestas que sepa rememorar; Haberlo han por ello muchos a conocer. No os quiero gran prólogo ni grandes noticias hacer; Quiero acogerme enseguida a la materia. El criador nos deje felices ser; Si en algo hemos pecado Él nos amparará. |

En el siglo XVI, en torno a la Universidad de Salamanca y bajo la firma de autores como Juan del Enzina o Lucas Fernández entre otros, surgió una producción de piezas teatrales pastoriles en dialecto sayagués caracterizadas por presentar rasgos leoneses básicamente fonéticos y apenas morfosintácticos, casi estereotipados junto con determinado léxico que buscaban la comicidad y la risa de sus contemporáneos, en el que lo sayagués se utiliza como paradigma de lo rural y tosco, exagerando e inventando expresiones que finalmente nada tendrían que ver con el propio dialecto sayagués. Un ejemplo de una égloga sayaguesa en el «Romance de Gallinato»:
| Señor Ri, Dius vos mantienga Y á ñuesa reina además, Pues que tal fiyo ños das, Que sigros de vida tienga. Ño ha quedado, ño par Dius En Sayago Sayagues, Que ño vos faga entremes Porque vos llu guarde Dius. | La ñobre ñiversidá Della vuesa Salamanca Ño vos anda endebre y manca, Que par Dius vallente está. Es el vivo Barrabas La ñiversidá, vos fabro, Fecho ha fechos del diablo, On mas que Sayago, mas. |

| Señor Rey, Dios os mantenga Y también a nuestra reina, Pues que tal hijo nos das, Que larga vida tenga. No ha quedado, no por Dios En Sayago, sayagués, Que no os haga entremés Porque Dios os lo guarde. | La noble universidad De vuestra Salamanca No os anda endeble y manca, Que por dios valiente está. Es el vivo Barrabás La universidad, os hablo, Hecho ha hechos del diablo, Aún más que Sayago, más. |

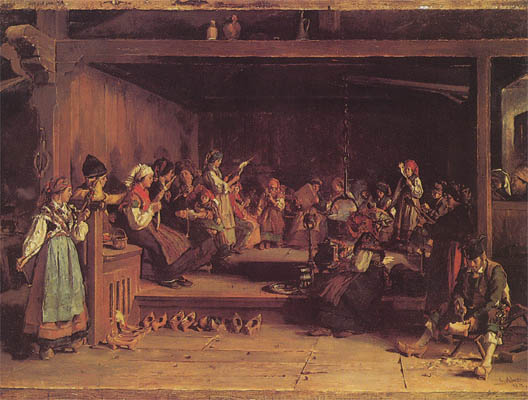
Filandón cuadro de 1872 de Luis Álvarez Catalá

A partir del siglo XIV la literatura leonesa fue generalmente popular y trasmitida oralmente, manifestándose principalmente en cuentos, leyendas, refranes, romances o cantares. La sociedad leonesa y zamorana era principalmente rural, y teniendo en cuenta el alto grado de analfabetismo que había, el único acceso que se tenía a la literatura era de forma oral. El filandón o serano era donde esta literatura alcanzaba su máxima expresión; al calor de la lumbre y en horas nocturnas se reunían los vecinos y familiares de las aldeas celebrando así un acontecimiento social en donde se contaban historias, se cantaba, se bailaba y se hilaba.
Esta literatura tradicional está caracterizada por varios aspectos:
- Su trasmisión es oral.
- Constantemente presenta variaciones en sus piezas debido a una difusión basada en la oralidad.
- Sus autores son anónimos, aunque posteriormente las obras hayan adquirido un carácter colectivo.
- La literatura popular tiene un sentido funcional, al pretender enseñar, divertir o mitigar la dureza de las labores del campo, etc.
- Es importante el contexto social en el que se desarrolla, ya sea en forma de una celebración religiosa, un filandón, una boda o una reunión familiar.
- Son esenciales, e inseparables de la literatura oral, otros aspectos como el lenguaje corporal y gestual del orador, la melodía en los cantares o el juego dentro de la literatura oral infantil.

Según afirma el lingüista especializado en lenguas minorizadas Juan Carlos Moreno Cabrera, el hecho de que una lengua carezca de escritura no significa que esté exenta de literatura o que no sea una lengua de cultura y añade como ejemplo que «Cada vez que muere un anciano en África es como si se quemase una biblioteca».
Ejemplo de una típica copla empleada en canciones populares, generalmente acompañadas por pandereta o pandeiru cuadráu, de la que se pueden encontrar diversas versiones en la tradición oral:
| Este pandeiru que toco Y este que llevo na manu Ye de la mía cuñadina, La muyer del mieu hermanu. Toca compañeira, toca Y allegra los corazones Que nun digan que tenemos Pena por outros amores. Este pandeiru que toco Ye de pilleyu d'ouveya Ayer birraba nu monte Güei toca que ritumbiella. | Cuandu me paríu mi madre Paríume nuna escudiella Vino’l gatu y comieume Cuntando que yera morciella. Mándanme cantare, nun sei. Mándanme baillare, tampoucu. Mándanme toucare’l pandeiru Y esu si que sei un poucu. Y agora nun canto más, Acabóuseme la gracia Y la pouca que me queda Vou deixala pa mieu casa. |

| Este pandero que toco Y este que llevo en la mano Es de mi cuñadita, La mujer de mi hermano. Toca compañera, toca Y alegra los corazones Que no digan que tenemos Pena por otros amores. Este pandero que toco Es de piel de oveja Ayer daba berridos en el monte Hoy toca que retumba. | Cuando me parió mi madre Lo hizo en un tazón Vino el gato y me comió Creyendo que era morcilla. Me mandan cantar, no sé. Me mandan bailar, tampoco. Me mandan tocar el pandero Y eso sí que sé un poco. Y ahora no canto más, Se me acabó la gracia Y la poca que me queda Voy a dejarla para mi casa. |

Es a partir del siglo XIX cuando se vuelven a conocer nuevas muestras de literatura escrita. En 1847 se escribió el texto en dialecto cepedano «La parábola del fíu pródigu» de J.B. Dantín. También a partir de la segunda mitad de este siglo se escriben las «Cartas a Gallardo» en dialecto babiano. Trata sobre las reflexiones propias de su lengua que un hablante de leonés hace. La información en cuestión aparece de forma anónima y en forma de varias cartas que un corresponsal babiano envió al bibliógrafo y escritor Bartolomé José Gallardo y que el filólogo Emilio Alarcos Llorach publicó posteriormente:
| «Nun sei si b. acertará a pernunciar muitus bucablus qe. che escrivu; peru quandu nus veiamus you che dierei la verdadeira pernunciación de cada unu; yá cun esu pudrá servirche de regla pa outras Cartas, qe. che escriva nu mesmu dialectu. Además de la dificulta q’alcuentru pâ escrivir de manera qe. las chêtras y’acentus marquen la pernunciación, trupiezu cun tantas ya tales irregularidades nus verbus, qe. yera menester una gramática particular, poucu menus cumplicada qe. la francesa, pâ quitar muitas dificultades al qe. nun tien idea d’este bastu chapurrau (…). Buste qe., tanto cunoz las cousas antiguas de nuesa querida España, puede ser qe. pur causalida alcuentre n’este toscu chinguaxe alguna cousa qe. s’asemexe cun algun manuscritu d’estraurdianria antigueda de lus muitisimus qe. reconocen su uechus pa ilustrar mas ya mas nuesu preciosu ya incomparable idioma castiechanu; si asi fos, esperu qe. s’alcuerde algn. dia de decirme si pudu servirche d’algn. pruveitu, la pequena idea qe. you che darei de nuesu chapurrau bavianu. Amigu, cumu acho muitas dificultades pa escribir mieu idioma maternu nun puede pur guei estenderme mas (…)». |

| «No sé si usted acertará a pronunciar muchos vocablos que le escribo; pero cuando nos veamos yo le diré la verdadera pronunciación de cada uno; Ya con eso podrá servirle de regla para otras Cartas, que le escriba en el mismo dialecto. Además de la dificultad que encuentro para escribir de manera que las letras y acentos marquen la pronunciación, tropiezo con tantas y tales irregularidades en los verbos, que era menester una gramática particular, poco menos complicada que la francesa, para quitar muchas dificultades al que no tiene idea de este basto chupurreado (…). Usted que, tanto conoce las cosas antiguas de nuestra querida España, puede ser que por casualidad encuentre en este tosco lenguaje alguna cosa que se asemeje con algún manuscrito de extraordinaria antigüedad de los muchísimos que reconocen sus ojos para ilustrar más y más nuestro precioso e incomparable idioma castellano; si así fuese, espero que se acuerde algún día de decirme si pudo servirle de algún provecho, la pequeña idea que yo le daré de nuestro chapurreado babiano. Amigo, como hallo muchas dificultades para escribir en mi idioma materno no puedo por hoy extenderme más (…)». |

Ya en el siglo XX, se editó en 1907 el libro Cuentos en dialecto leonés de Cayetano Álvarez Bardón. Es una recopilación de cuentos en prosa y verso procedentes de la Ribera alta del Órbigo, la Cepeda y la Montaña leonesa. Un fragmento de este libro:
| ¡Oh rapazas! ¡Oh muyeres! ¿Pur qué sodes perezóusas? ¿Nun vedes qu'aquestas ñieves Trayen fugazas e tortas? Delantre estos asadores Que respetorun las fieras, Nun temádes en culgare Llardu, butiellu y murciellas. | Prepará lus aguinaldus, Mas que sean de regiellas, Y nusóutrus vus daremus, Cagayas pa las mundiellas. Las Cabras y las ugüeyas, Vus darán si lu faceis, Muchos cabritus y añus, Q'han de ñacer tous reis. |

| ¡Oh muchachas! ¡Oh mujeres! ¿Por qué sois perezosas? ¿No veis que estas nieves Traen hogazas y tortas? Delante de estos asadores Que respetaron las fieras, No temáis en colgar Tocino, botillo y morcillas. | Preparad los aguinaldos, Mas que sean de rejillas, Y nosotros os daremos, Cagarrutas para las escobas del horno. Las Cabras y las ovejas, Os darán si lo hacéis, Muchos cabritos y años, Que han de nacer todos reyes. |

En 1921 se publicó la novela costumbrista «Entre Brumas» del astorgano José Aragón Escacena, quien fuera maestro rural en una aldea cabreiresa. Este libro, cuya acción se sitúa en los primeros años del siglo XX, cuenta en primera persona las relaciones y experiencias del protagonista en la Comarca de La Cabrera. En la voz de su autor reproduce en ocasiones un exagerado, y no del todo fiel, dialecto del pueblo de La Baña. Así se muestra en el siguiente fragmento:
| ¿Acuérdasevos de cuando se mandóu lla cometiva a Arlanga pa recogere'l San Damián?... ¿Acuérdasevos tamían que se xuntóu cunceyu pa legire lla cometiva qu'había de dire a falare cun ll'Obispo, y pedire lla lecencia? ¿On, tamían sabedes que foi a tío Llurienzo que dixóronle que fuera él, que yera quien mexore abondaba pa falare cun ll'obispo?... Chegóu tío Llurienzo a Arlanga, y cuando víu al Obispo, pur sere pulítico, vai y dícele: «¿Qué tal vai, siñore Obispo?... ¿Qué tal vai lla obispa y llos obispines?...» Ll'obispo enfadóuse, dio en regañare llos dientes y dícele: «Ah tú: ¿ñon tién outro menos palamán llos de La Baña, qu'enviare pa falare cunmigo?» Y vai él y cuntesta: «Ah, siñore, todo se miróu y todo se reparóu; y dixeron, que pa quien yérades vos abondábamos ños.» |

| ¿Os acordáis de cuando se mandó la comitiva a Arlanga para recoger el San Damián?... ¿Os acordáis también que se reunió el concejo para elegir la comitiva que tenía que ir a hablar con el Obispo, y pedir la licencia? ¿Aún, también sabéis que fue a tío Lorenzo al que le dijeron que fuera él, que era el más apropiado para hablar con el Obispo?... Llegó el tío Lorenzo a Arlanga, y cuando vio al Obispo, por ser diplomático, va y le dice: «¿Qué tal va, señor Obispo?... ¿Qué tal van la obispa y los obispitos?...» El Obispo se enfadó, enseñó con furor los dientes y le dice: «Ah tú: ¿No tienen otro menos imbécil los de La Baña, para enviarme a hablar conmigo?» Y va él y contesta: «Ah, señor, todo se miró y todo se reparó; y dijeron, que para quien era usted suficiente era yo.» |

Durante el siglo XX fueron pocas las muestras de literatura y no fue hasta finales del mismo cuando volvió a resurgir la producción literaria. De este último periodo sobresalen las poesías de la escritora Eva González. Su estilo se ha caracterizado por surgir de la tradición oral, adoptando así su métrica, estilo y mismo ritmo. Junto a su hijo Roberto González-Quevedo han sido unos de los autores más destacados en dialecto paḷḷuezu.
En Laciana surgió un movimiento en defensa del patrimonio cultural autóctono al que se sumaron nuevos escritores en leonés (González-Banfi, Néstor Baz, Severiano Álvarez, Emilce Núñez, etc), en su mayoría gracias a la revista El Calecho, que se editaba en Villablino.
En 1996 se editó el libro «Cuentos de Lleón (antoloxía d'escritores lleoneses de güei)». Se trata de un conjunto de relatos de autores leoneses coordinados por el lingüista Héctor Xil, muchos de ellos nuevos hablantes que, de alguna manera, pudo marcar el punto de inicio desde el que se comenzó a considerar la posibilidad de fomentar y recuperar la lengua leonesa.
Posteriormente han destacado nuevamente en el mapa leonés autores como el prolífico Roberto González-Quevedo o Xosepe Vega (responsable de Llibros Filandón, editorial astorgana que publica poesía y narrativa en asturleonés), entre otros, quienes suelen escribir en un asturleonés de base dialectal en paḷḷuezu y cabreirés respectivamente, y cuya escritura rompe con la tradición oral de temática rural, moralizante y de diálogo y se caracteriza por seguir las pautas y líneas contemporáneas.
Entre tanto aparecen nuevos nombres en el panorama literario de León y Zamora que constatan el creciente interés por esta lengua: Juan Andrés Oria de Rueda, Francisco Pozuelo, Emilio Gancedo, Ramón Rei, Dori Barrio.
Algunos ejemplos de literatura escrita
| - Benigno Suárez Ramos (1976). El tío perruca. Residencia del Provincial. ISBN 978-84-400-1451-1. - Cayetano Álvarez Bardón (1981, 1.ª edición en 1907). Cuentos en dialecto leonés. Editorial Nebrija. ISBN 978-84-391-4102-0. - Xuan Bello (1982). Nel cuartu mariellu. Seminariu de Llingua Asturiana. ISBN 978-84-300-6521-9. - Miguel Rojo (1994). Telva ya los osos. Ediciones Trabe. ISBN 978-84-8053-040-8. - Manuel García Menéndez (1984). Corcuspin el Rozcayeiru. Academia de la Llingua Asturiana. ISBN 978-84-600-3676-0. - Manuel García Menéndez (1985). Delina nel valle'l Faloupu. Academia de la Llingua Asturiana. ISBN 978-84-600-4133-7. - Eva González Fernández (1991). Poesía completa : 1980-1991. Academia de la Llingua Asturiana. ISBN 978-84-86936-58-7. - Varios autores (1996). Cuentos de Lleón - Antoloxía d’escritores lleoneses de güei. Alborá Llibros. ISBN 84-87562-12-4. - Roberto González-Quevedo (2002). L.lume de l.luz. Academia de la Llingua Asturiana. ISBN 978-84-8168-323-3. - Roberto González-Quevedo (2002). Pol sendeiru la nueite. Publicaciones Ámbitu. ISBN 978-84-95640-37-6. - Luis Cortés Vázquez (2003). Leyendas, cuentos y romances de Sanabria. Librería Cervantes (Salamanca). ISBN 978-84-95195-55-5. - Roberto González-Quevedo (2004). Pan d'amore : antoloxía poética 1980-2003. Publicaciones Ámbitu. ISBN 978-84-95640-95-6. - Emilce Núñez Álvarez (2005). Atsegrías ya tristuras. Ediciones Lancia. ISBN 978-84-8177-093-3. - Ramón Menéndez Pidal (2006). El dialecto leonés (Edición conmemorativa con relatos y poemas en leonés). El Búho Viajero. ISBN 978-84-933781-6-5. - Varios autores (2006). Cuentos populares leoneses (escritos por niños). Asociación Juvenil La Caleya - Libros Filandón. ISBN 978-84-611-0795-7. - Nicolás Bartolomé Pérez (2007). Filandón: lliteratura popular llionesa. O Limaco Edizions. ISBN 978-84-933380-7-7. - José Aragón y Escacena (2007, 1.ª edición en 1921). Entre brumas. Ediciones Leonesas. ISBN 978-84-8012-569-7. - Roberto González-Quevedo (2007). El Sil que baxaba de la nieve. Publicaciones Ámbitu. ISBN 978-84-96413-31-3. - Francisco Javier Pozuelo Alegre (2008). Poemas pa nun ser lleídos. Libros Filandón. ISBN 978-84-612-4484-3. - Xosepe Vega Rodríguez (2008). Epífora y outros rellatos. Libros Filandón. ISBN 978-84-612-5315-9. - Xosepe Vega Rodríguez (2008). Breve hestoria d'un gamusinu. Libros Filandón. ISBN 978-84-612-5316-6. - Antoine De Saint-Exupéry (2009). El Prencipicu (Traducción de El Principito al cabreirés por varios autores). El Búho Viajero. ISBN 978-84-96872-03-5. - Ramón Rei Rodríguez (2009). El ñegru amor. Libros Filandón. ISBN 978-84-613-1824-7. - Juan Andrés Oria de Rueda Salguero (2009). Llogas carbayesas. Libros Filandón. ISBN 978-84-613-1822-3. |